# Limba sârbă

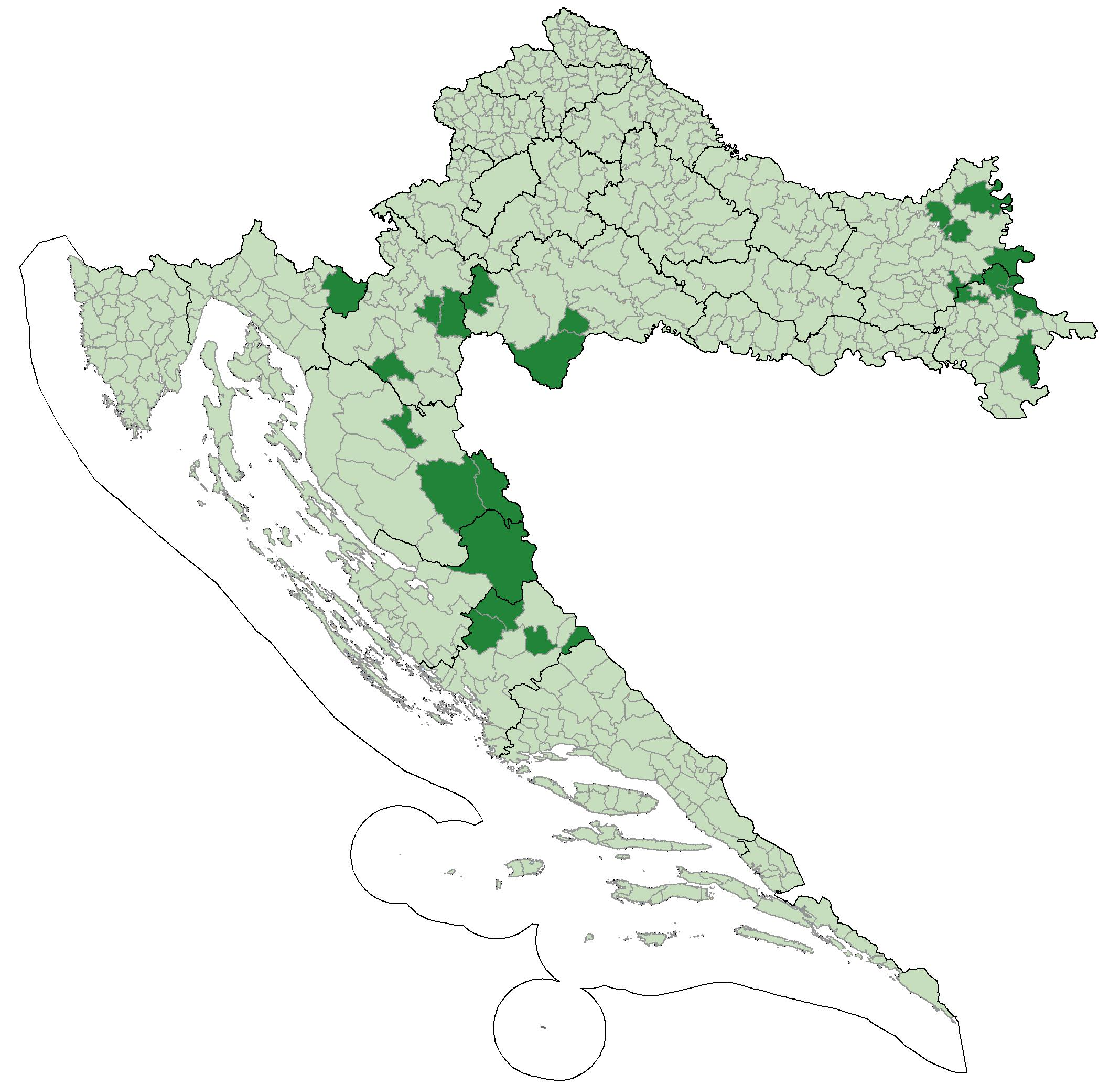
Zonele din Croația în care sârba este limbă minoritară recunoscută (cu verde închis)

Limba sârbă (în sârbă, cu alfabetul chirilic српски jeзик, cu alfabetul latin srpski jezik) este o limbă indo-europeană din ramura limbilor slave, grupul limbilor slave de sud, subgrupul occidental al acestora, vorbită de sârbi. Din punctul de vedere al sociolingvisticii, este în același timp una din variantele limbii abstand comune sârbilor, croaților, bosniacilor și muntenegrenilor, denumită tradițional prin termenul „limba sârbocroată” și, printr-un termen neutru, diasistemul slav de centru-sud, dar și o limbă ausbau cu propriul său standard. Este limbă oficială în Serbia, Bosnia și Herțegovina și Muntenegru, fiind vorbită și de minoritățile naționale sârbe din țările vecine cu Serbia, precum și de un mare număr de emigranți sârbi în Europa Occidentală, America de Nord și Australia.

## Distribuție geografică și statut
Numărul vorbitorilor de limba sârbă este de circa 8–9 milioane. Datele de mai jos reflectă numărul vorbitorilor de limba sârbă numai dacă acest lucru este precizat, deoarece majoritatea statisticilor se referă la persoanele de naționalitate sârbă sau care provin din Serbia. Nu se știe câți dintre aceștia vorbesc efectiv sârbește. În plus, în unele țări, statisticile nu disting sârba de sârbocroată.
Distribuția populației sârbe în lume este următoarea:
| Țară                       | Număr de persoane | Statutul persoanelor                                       | An   |
| -------------------------- | ----------------- | ---------------------------------------------------------- | ---- |
| Serbia                     | 6.330.919         | cu limba maternă sârbă                                     | 2011 |
| Bosnia și Herțegovina      | 1.187.703         | cu limba maternă sârbă                                     | 2018 |
| Muntenegru                 | 265.895           | cu limba maternă sârbă                                     | 2011 |
| Germania                   | 155.306           | cetățeni sârbi înscriși în Registrul central al străinilor | 2011 |
| Croația                    | 186.633           | de naționalitate sârbă                                     | 2011 |
| Croația                    | 52.879            | cu limba maternă sârbă                                     | 2011 |
| Austria                    | 137.057           | născuți în Serbia                                          | 2016 |
| Statele Unite ale Americii | 70.260            | vorbitoare de limba sârbă în familie                       | 2013 |
| Australia                  | 57.301            | vorbitoare de limba sârbă acasă                            | 2021 |
| Italia                     | 31.342            | cetățeni sârbi                                             | 2022 |
| Canada                     | 58.470            | cu limba maternă sârbă                                     | 2011 |
| Slovenia                   | 38.964            | de naționalitate sârbă                                     | 2002 |
| Republica Macedonia        | 35.939            | de naționalitate sârbă                                     | 2002 |
| România                    | 16.085            | cu limba maternă sârbă                                     | 2011 |
| Ungaria                    | 5.713             | vorbitoare de sârbă în familie, cu prietenii               | 2011 |
| Slovacia                   | 698               | de naționalitate sârbă                                     | 2011 |

Limba sârbă este oficială în Serbia, în Kosovo, în Bosnia și Herțegovina și în Muntenegru, și are statut de limbă minoritară recunoscută, adică folosibilă oficial în condiții diferite de la țară la țară, în: Croația, Republica Macedonia, România, Ungaria, Slovacia și Republica Cehă.

## Varietăți regionale
Limba sârbă standard se bazează pe dialectul štokavian (štokavski) din cadrul diasistemului slav de centru-sud, vorbit în cea mai mare parte a Serbiei, de către sârbii din Bosnia și Herțegovina, și din Muntenegru. Același dialect este vorbit și de croați în cea mai mare parte a Croației, de către bosniaci și de către muntenegreni.
Unii lingviști consideră sârbesc și un dialect numit torlački „torlakian”, vorbit în Serbia de sud-est, apropiat de limbile bulgară și macedoneană, în principal prin pierderea declinării substantivelor și adjectivelor.
Una din subîmpărțirile dialectului štokavian se face după felul în care a evoluat în diasistemului slav de centru-sud sunetul din limba slavă veche ĕ transcris prin litera ѣ „iat”, în trei grupuri de graiuri:
- Grupul de graiuri ekaviene (ekavski), în care „iat” a devenit e, de exemplu în cuvintele čovek „om” și reka „râu”. Se vorbesc în Serbia centrală, de est și de sud.
- Grupul de graiuri (i)jekaviene ((i)jekavski), în care „iat” a evoluat în je, în unele cuvinte (čovjek) și în ije, în alte cuvinte (rijeka). Se vorbesc în Serbia de vest, în regiunea Sandžak din Serbia, în Muntenegru și în Bosnia și Herțegovina.
- Grupul de graiuri ikaviene (ikavski), în care „iat” a evoluat în i (čovik, rika), în câteva zone restrânse, limitrofe celor care prezintă același fenomen pe teritoriul limbii croate.

Varianta torlakiană este inclusă într-o împărțire a limbii sârbe în cinci grupuri de graiuri: din Vojvodina-Šumadija, din Herțegovina de est, din Zeta-Lovćen, din Kosovo-Resava și din Prizren-Timoc. Acesta din urmă este cel care corespunde cu varietatea torlakiană.
Standardul admite pronunțarea ekaviană și (i)jekaviană, precum și transcrierea acestora, dar nu și pronunțarea ikaviană, și nici varianta torlakiană. Marea majoritate a mijloacelor de informare în masă folosește pronunțarea ekaviană.

## Istorie externă

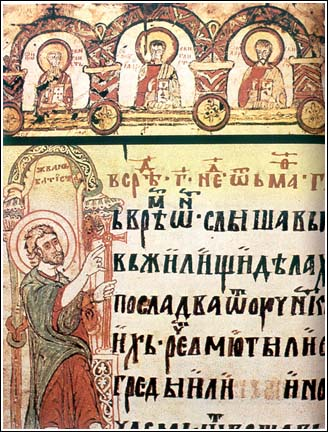
Evanghelia lui Miroslav (secolul al XII-lea)

Istoria limbii sârbe este strâns legată de începuturile și evoluția literaturii în această limbă.
Primele documente ce se pot considera ca fiind în limba sârbă sunt scrise cu alfabetul chirilic și datează din secolele al XI-lea și al XII-lea. Cel mai important este Miroslavljevo jevanđelje (Evanghelia lui Miroslav). Atunci încep două procese simultane: pe de o parte, limba vorbită evoluează în modul ei firesc și se formează graiuri, pe de altă parte, cărturarii se străduiesc să standardizeze limba. De fapt, limba sârbă a cunoscut mai multe standardizări în cursul istoriei.

### Primele standardizări

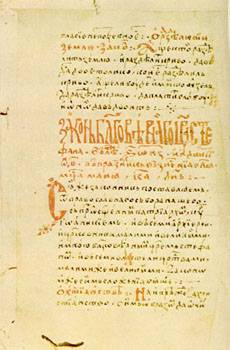
Pravila lui Dušan

Prima stadardizare are loc la începutul secolului al XIII-lea, sub domnia primului rege sârb, Stefan I Nemanjić. Este efectuată de fratele acestuia, Rastko Nemanjić, mai cunoscut ca Sfântul Sava, întemeietorul bisericii ortodoxe sârbe autocefale, în jurul anului 1220. În acea vreme, scrierea limbii sârbe începe să se îndepărteze de cea a limbii slavone, în sensul că se adaptează bine la schimbările fonetice ce au avut loc până atunci. Limba astfel rezultată se numește sârbo-slavă, iar scrierea sa, scriere din Raška. Din punct de vedere lingvistic, opera cea mai semnificativă a Sfântului Sava este Karejski tipik (Tipicul din Karyes). Dušanov zakonik (Pravila lui Dušan), scrisă în anii 1349-1354, folosește aceeași limbă.
Următoarea reformă a limbii are loc după ce Serbia devine vasala Imperiului Otoman, sub domnia lui Stefan Lazarević, în jurul anului 1400. Este efectuată în școala condusă de cărturarul bulgar Constantin Filosoful, în mânăstirea Manasija, așezată pe malul râului Resava. Reforma școlii de la Resava este arhaizantă și influențată de limba greacă, apropiind standardul limbii sârbe de cel al limbii bulgare. În această variantă sunt scrise, de exemplu, Slovo Ljubve (Cuvântul iubirii) (1409) al lui Stefan Lazarević și Žitija despota Stefana Lazarevića (Viața despotului Stefan Lazarević) (1433), a lui Constantin Filosoful.
Între secolele al XVII-lea și al XVIII-lea, literatura sârbă decade foarte mult. Singurul vestigiu de seamă al culturii sârbe medievale supraviețuiește în mânăstirea Beočin din Bačka. A fost adus aici de călugării copiști de manuscrise de la mânăstirea Rača, refugiați din calea cuceririi otomane. Reprezentatul cel mai de seamă al celor din Rača este Gavril Stefanović Venclović (1680-1749), caracterizat printr-un bilingvism aparte. El scrie cărțile religioase după normele școlii de la Resava, dar predicile în limba poporului.
Între 1680 și 1690, în urma privilegiilor acordate de împăratul Leopold I, ca. 60-70.000 de sârbi s-au refugiat pe teritoriul Imperiului Austriac, mai ales în Voivodina de astăzi și în Banat, sub conducerea patriarhului Arsenije al III-lea Čarnojević. În contextul conviețuirii în Imperiul Austriac a existat un curent favorabil introducerii alfabetului latin, folosit cu succes și de alte popoare sud-slave, în primul rând de croați. În școlile publice din Imperiul Austriac, învățarea scrierii latine era obligatorie. Aceste curente au fost privite de conducerea Bisericii Ortodoxe Sârbe drept atacuri împotriva ființei religioase și naționale sârbești, de aceea clerul sârb a cerut ajutorul țarului Petru I al Rusiei, care le-a trimis cărți și învățători. În credința greșită că varianta rusă a limbii slavone este mai veche decât varianta ei sârbă, preoțimea a adoptat-o pe prima. Aceasta este și astăzi limba liturgică a Bisericii Ortodoxe Sârbe. În această perioadă, limba literară laică este un amestec de elemente ale graiurilor din Voivodina, ale variantei ruse a limbii slavone și ale limbii ruse literare laice.

### Reforma lui Vuk Karadžić

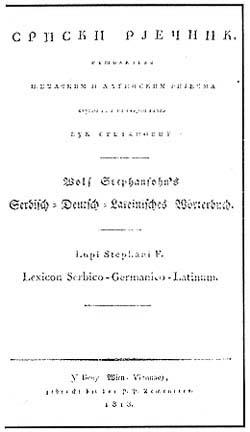
Vuk Karadžić, Dicționar sârbesc, 1818

În prima jumătate a secolului al XIX-lea, cărturarul Vuk Stefanović Karadžić întreprinde o reformă radicală a normelor limbii sârbe, cu ajutorul unor filologi de seamă ai vremii, precum frații Grimm, și al puterii austriece, reprezentată de lingvistul sloven Jernej Kopitar. Prin lucrarea Dicționar sârbesc (publicată prima dată în 1818, dar mai larg răspândită abia prin ediția a II-a din 1852), prin traducerea sa a Noului Testament din 1847 și prin alte lucrări, el pune bazele limbii sârbe standard actuale. O fundamentează pe graiul din Herțegovina de est, care face parte din dialectul štokavian cu pronunțare (i)jekaviană, vorbit și în Serbia de sud-vest, regiunea natală a lui Karadžić.
Sub influența romantismului din Europa Occidentală, Karadžić recomandă ca model pentru limba literară pe cea a folclorului literar și respinge normele de atunci influențate de limba rusă, care nu corespund cu structura gramaticală și sistemul fonologic ale limbii sârbe. În același timp, simplifică la maximum ortografia, pe baza principiului fonologic, numit și fonemic.
Reforma lui Karadžić este influențată și de opere literare croate. De altfel, activitatea sa se desfășoară în paralel cu standardizarea limbii croate, efectuată tot pe baza dialectului štokavian cu pronunțare (i)jekaviană. Mai mult decât atât, au loc și consultări directe între elaboratorii celor două standarde, de exemplu așa-numitul „Acord de la Viena”, semnat de șapte intelectuali croați și sârbi, printre care și Karadžić, în 1850, la inițiativa lingvistului sloven Franc Miklošič.
Mai târziu, în normele limbii se încetățenește și pronunțarea ekaviană a orășenilor din Voivodina și Serbia, care chiar devine dominantă, dar nu elimină pronunțarea (i)jekaviană. În 1868, normele propuse de Karadžić sunt adoptate oficial în Serbia.

### De la standardizare până în prezent
Începând cu această epocă, domeniul lingvistic și cel politic interferează până în ziua de azi, relația dintre limba sârbă și limba croată pendulând de la epocă la epocă între ideea unei limbi unice și cea a două limbi aparte, în funcție de evenimentele istorice prin care trec vorbitorii lor.
Începând de la mijlocul secolului al XIX-lea, sârbii folosesc din ce în ce mai mult și scrierea cu alfabetul latin al limbii croate. Filologul Đura Daničić începe să redacteze cu acest alfabet, ușor modificat, Rječnik hrvatskoga ili srpskoga jezika (Dicționarul limbii croate sau sârbe) al Academiei Iugoslave de Științe și Arte, înființată la Zagreb în 1866.
Apropierea dintre limba sârbă și limba croată se continuă după Primul Război Mondial, de data aceasta în cadrul Regatului sârbilor, croaților și slovenilor, devenit mai apoi Regatul Iugoslaviei, create sub egida Serbiei, țară învingătoare în război. Autoritățile de la Belgrad susțin din ce în ce mai mult ideea limbii sârbocroate.

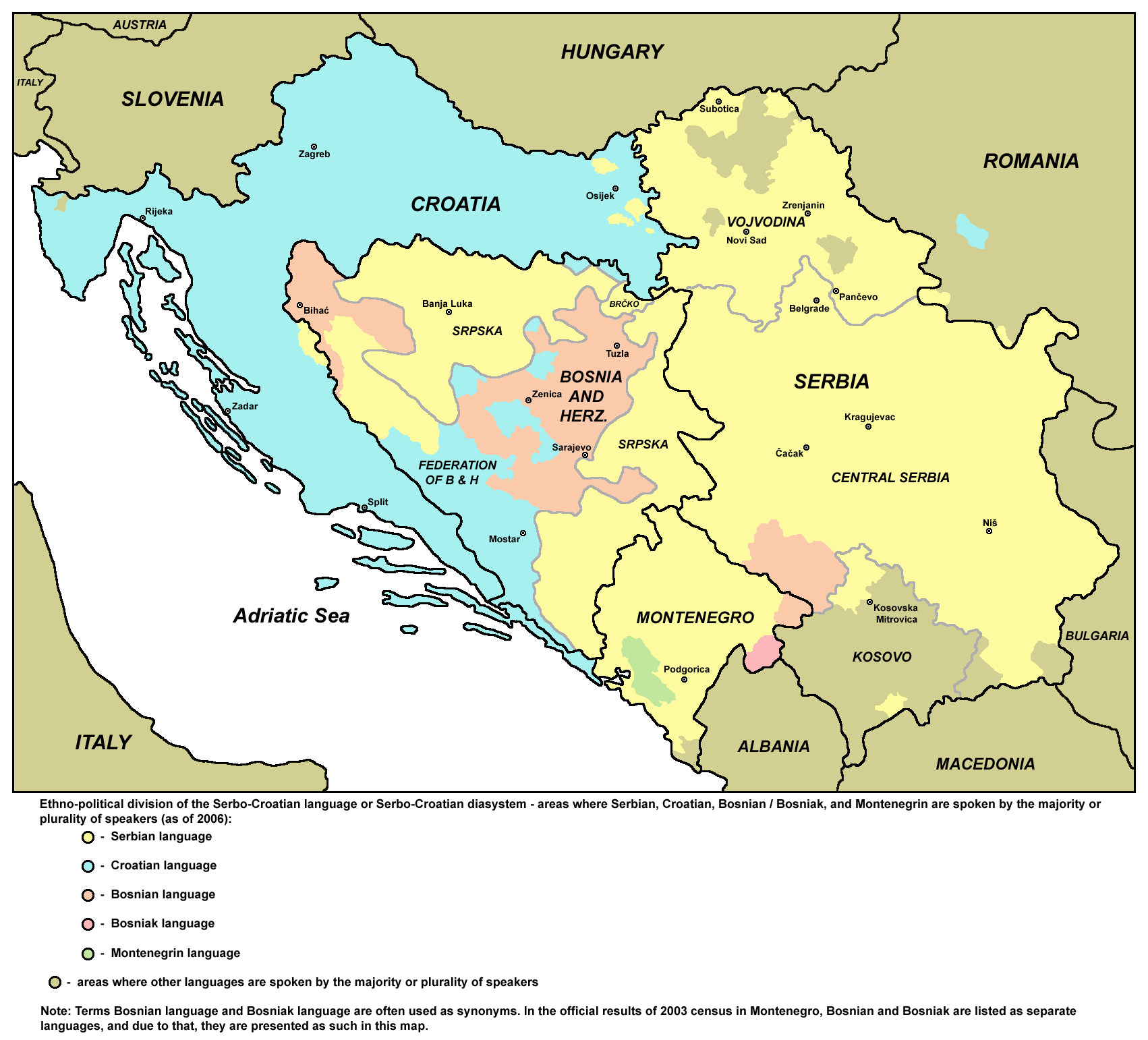
Răspândirea limbii sârbe (cu galben) pe teritoriul fostei Iugoslavii (2006)

În Iugoslavia comunistă de după al Doilea Război Mondial, promovarea limbii sârbocroate și încercările de a estompa diferențele dintre sârbă și croată devin componente ale politicii lingvistice oficiale, după cum reiese și din „Acordul de la Novi Sad” (1954), semnat de 25 de lingviști și scriitori, 18 sârbi și șapte croați, în care se stipulează că limba comună a sârbilor, croaților, muntenegrenilor și bosniacilor este sârbocroata, care se poate numi și croatosârbă, cu două variante literare, sârbă și croată. Se decide totodată și redactarea unui dicționar unic.
În această perioadă, limba sârbă evoluează mai departe. Ca urmare a urbanizării se răspândește un așa-numit „stil belgrădean”, care se îndepărtează de limbajul astăzi devenit rustic al lui Karadžić.
După destrămarea Iugoslaviei, limbile sârbă și croată se îndepărtează din nou una de alta. În limba sârbă, aceasta se manifestă, de exemplu, prin reintrarea în limba literară a unor elemente ale limbii liturgice, iar constituția prevede că limba oficială a statului este limba sârbă scrisă cu alfabetul chirilic, dar și alfabetul latin rămâne de folosință curentă.
În 1997 s-a creat Consiliul pentru Standardizarea Limbii Sârbe care activează pentru înlocuirea standardului limbii sârbocroate, fără să practice purismul față de cuvintele croate, pe care le tratează ca împrumuturi. Totodată sprijină folosirea alfabetului chirilic, periclitată de cea a alfabetului latin, și promovează înlocuirea cu cuvinte sârbești a împrumuturilor în număr tot mai mare din limba engleză.

## Fonetism și prozodie
Această secțiune tratează succint principalele aspecte fonologice, fonetice și prozodice ale limbii sârbe.

### Vocale
Limba sârbă are cinci foneme vocalice:
|               |                 |                 |                 |                 |                 |
| Deschidere    | Anterioritate   | Anterioritate   | Anterioritate   | Anterioritate   | Anterioritate   |
| Deschidere    | Anterioare      | Semiant.        | Centrale        | Semipost.       | Posterioare     |
| Închise       | \| i u e o a \| | \| i u e o a \| | \| i u e o a \| | \| i u e o a \| | \| i u e o a \| |
| Cvasiînchise  | \| i u e o a \| | \| i u e o a \| | \| i u e o a \| | \| i u e o a \| | \| i u e o a \| |
| Semiînchise   | \| i u e o a \| | \| i u e o a \| | \| i u e o a \| | \| i u e o a \| | \| i u e o a \| |
| Mijlocii      | \| i u e o a \| | \| i u e o a \| | \| i u e o a \| | \| i u e o a \| | \| i u e o a \| |
| Semideschise  | \| i u e o a \| | \| i u e o a \| | \| i u e o a \| | \| i u e o a \| | \| i u e o a \| |
| Cvasideschise | \| i u e o a \| | \| i u e o a \| | \| i u e o a \| | \| i u e o a \| | \| i u e o a \| |
| Deschise      | \| i u e o a \| | \| i u e o a \| | \| i u e o a \| | \| i u e o a \| | \| i u e o a \| |
| i u e o a     |                 |                 |                 |                 |                 |

### Consoane
Consoanele limbii sârbe sunt în număr de 25:
|           | Bilabiale | Labiodentale | Alveolare | Retroflexe | Alveolopalatale | Palatale | Velare |
| --------- | --------- | ------------ | --------- | ---------- | --------------- | -------- | ------ |
| Oclusive  | p b       |              | t d       |            |                 |          | k ɡ    |
| Africate  |           |              | t͡s        | t͡ʂ d͡ʐ      | t͡ɕ d͡ʑ           |          |        |
| Fricative |           | f            | s z       | ʂ ʐ        |                 |          | x      |
| Sonantă   |           | ʋ            |           |            |                 | j        |        |
| Vibrantă  |           |              | r         |            |                 |          |        |
| Laterale  |           |              | l         |            |                 | ʎ        |        |
| Nazale    | m         |              | n         |            |                 | ɲ        |        |

Observații:
1. R între două consoane sau la început de cuvânt, urmat de o consoană, poate constitui nucleul unei silabe, ca o vocală, de exemplu în prst „deget” și rvanje „luptă”. La fel se comportă r în împrumuturile din limba franceză care în aceasta se termină în consoană + re: žanr „gen”, masakr „masacru”.
2. Consoana /n/ se realizează [ŋ] înaintea unei consoane velare sau palatale: Anka, tango.

### Corespondența scriere–pronunțare
| Alfabetul chirilic | Transcriere în alfabet latin | Transcriere fonetică | Pronunțare aproximativ ca în                     |
| ------------------ | ---------------------------- | -------------------- | ------------------------------------------------ |
| A, а               | A, a                         | [a]                  | ac                                               |
| Б, б               | B, b                         | [b]                  | bun                                              |
| В, в               | V, v                         | [ʋ]                  | voce                                             |
| Г, г               | G, g                         | [ɡ]                  | gură                                             |
| Д, д               | D, d                         | [d]                  | dor                                              |
| Ђ, ђ               | Đ, đ                         | [d͡ʑ]                 | între ger și deal în graiul maramureșean, muiat  |
| E, е               | E, e                         | [e]                  | elev                                             |
| Ж, ж               | Ž, ž                         | [ʐ]                  | jar                                              |
| З, з               | Z, z                         | [z]                  | zare                                             |
| И, и               | I, i                         | [i]                  | inel                                             |
| J, ј               | J, j                         | [j]                  | iar                                              |
| К, к               | K, k                         | [k]                  | kilogram                                         |
| Л, л               | L, l                         | [l]                  | loc                                              |
| Љ, љ               | Lj, lj                       | [ʎ]                  | leac în graiul maramureșean, muiat               |
| М, м               | M, m                         | [m]                  | mal                                              |
| Н, н               | N, n                         | n                    | nor                                              |
| Њ, њ               | Nj, nj                       | [ɲ]                  | neam, în graiul maramureșean, muiat              |
| O, о               | O, o                         | [o]                  | om                                               |
| П, п               | P, p                         | [p]                  | pas                                              |
| Р, р               | R, r                         | [r]                  | rar                                              |
| С, с               | S, s                         | [s]                  | sac                                              |
| T, т               | T, t                         | [t]                  | turn                                             |
| Ћ, ћ               | Ć, ć                         | [t͡ɕ]                 | între cer și teacă în graiul maramureșean, muiat |
| У, у               | U, u                         | [u]                  | ulei                                             |
| Ф, ф               | F, f                         | [f]                  | film                                             |
| X, x               | H, h                         | [x]                  | tehnică                                          |
| Ц, ц               | C, c                         | [t͡s]                 | ține                                             |
| Ч, ч               | Č, č                         | [t͡ʂ]                 | cer                                              |
| Џ, џ               | Dž, dž                       | [d͡ʐ]                 | ger                                              |
| Ш, ш               | Š, š                         | [ʂ]                  | șir                                              |

Observații:
1. Litera v nu transcrie perechea sonoră a consoanei labiodentale fricative /f/, ci consoana sonantă labiodentală /ʋ/, care este neutră din punctul de vederii al sonorității. Nu trece în [f] înaintea consoanelor surde (exemplu: ovca [oʋt͡sa] „oaie”), iar înaintea ei, consoanele pot fi surde sau sonore: tvoje „al tău” (neutru), dvoje „doi”.
2. Limba sârbă se scrie în mod tradițional cu alfabetul chirilic adaptat astfel, încât fiecărui sunet să-i corespundă o singură literă. Acest alfabet este folosit în toate documentele oficiale din Serbia și Republika Srpska. Alfabetul latin cu semne diacritice transcrie unele sunete prin grupări de două litere. Acesta este majoritar în textele neoficiale și folosirea sa este în progres[28]. Bunăoară, dintre ziarele cotidiane naționale, numai două sunt scrise cu alfabetul chirilic, cele mai multe fiind cu alfabetul latin[32].
3. Ortografia sârbă se bazează pe principiul fonemic, care merge până acolo, încât și numele proprii străine se transcriu așa cum se pronunță în limba sârbă, inclusiv în alfabetul latin. De exemplu „Shakespeare” se scrie Шекспир sau Šekspir[32]. Există totuși unele excepții de la acest principiu (vezi secțiunea următoare).

### Schimbări fonetice

#### Asimilarea consoanelor
Când două consoane, una surdă și una sonoră ajung în contact prin adăugarea la un cuvânt a unei desinențe sau a unui alt sufix, ori prin formarea unui cuvânt compus, prima consoană devine la fel cu cea următoare din punctul de vedere al sonorității (asimilare regresivă). Astfel:
| consoanele sonore | b, | g, | d, | đ, | z, | ž, | dž | devin      |  |
| consoanele surde  | p, | k, | t, | ć, | s, | š, | č, | și invers. |  |

Exemple:
- consoană sonoră > consoană surdă: de la rob „rob” se formează, prin adăugarea sufixului -stvo, substantivul ropstvo „robie”;
- consoană surdă > consoană sonoră: s Bogom „cu Dumnezeu” > zbogom „adio”.

Există și asimilări care constau în schimbarea locului articulării consoanelor. De exemplu s trece în š înaintea consoanelor ć, dž, č, đ, lj și nj: paziti „a fi atent” > pažljiv „atent”, nositi „a purta” > nošnja „port” (îmbrăcăminte). De asemenea, n trece în m înaintea lui b: stan „locuință” > stambeni „locativ”.
Conform principiului fonemic al grafiei sârbe, asimilările sunt în general redate în scris, dar există și excepții. De exemplu, asimilările dintre consoane nu sunt redate în scris la sfârșit de cuvânt (Šef bi ['ʃeːv] bi voleo da radimo „Șefului i-ar plăcea să lucrăm”, Ostao je bez [bes] kaputa „A rămas fără palton”), între prefixele terminate în d și cuvintele începând cu s (predsednik ['pretsednik] „președinte”), în cuvinte străine derivate relativ recent cu prefixe sârbe (podtekst ['pottekst] „subtext”), în împrumuturi relativ recente: dragstor ['drakstor] „drugstore”.

#### Căderea consoanelor
Când, cu ocazia derivării, a compunerii sau a flexiunii, se întâlnesc două consoane identice, în general rămâne numai una din ele. Deseori identitatea se creează prin asimilare. Exemple:
- între un prefix și un cuvânt: bez stida „fără rușine” > *besstidan[34] > bestidan „nerușinat”;
- între elementele unui cuvânt compus: pet „cinci” + deset „zece” > *peddeset > pedeset „cincizeci”;
- între un cuvânt și un sufix: Rus „rus” + -ski > *russki > ruski „rusesc”, vest „veste” + -nik > vesnik „vestitor”;
- la adăugarea unei desinențe: otac „tată” + -a > *otca > oca „al/a/ai/ale tatălui”.

Sunt și căderi de consoane nemarcate în scris, în general în derivate relativ recente:
- cu prefix sârbesc: preddržavni ['predrʒavni] „prestatal”;
- cu prefix împrumutat: transsibirski ['transibirski] „transsiberian”;
- cu sufix sârbesc: azbest + -ni > azbestni ['azbesni] „din azbest”.

#### Palatalizări
Unele consoane aflate la sfârșitul formei de nominativ a unui substantiv sau la sfârșitul rădăcinii unui verb se palatalizează, adică își schimbă locul de articulare spre regiunea palatală a gurii, sub influența unei vocale cu care începe o desinență sau un sufix. Cazuri mai frecvente:
- K, g și h înaintea lui e devin postalveolare[35]:
  - k > č – vojnik „soldat” > vojniče! (cazul vocativ) „soldatule!”
  - g > ž – drug „tovarăș” > druže!
  - h > š – duh „suflet” > duše!

- Aceleași consoane devin alveolare înaintea lui i[35]:
  - k > c – radnik „muncitor” > radnici „muncitori”
  - g > z – snaga „putere” > snazi „puterii” (cazul dativ)
  - h > s – siromah „sărac” > siromasi „săraci”

- Palatalizarea înaintea lui j se numește și iodizare sau înmuiere. Aceasta face ca[33]:
  - d și t să devină alveolo-palatale: d > đ, t > ć
  - l și n palatale: l > lj, n > nj
  - z și s postalveolare: z > ž, s > š

Câteva exemple de înmuiere: tvrd „dur” > tvrđi „mai dur”, ljut „furios” > ljući „mai furios”, brz „rapid” > brži „mai rapid”.

#### Alternanțal~o
În cursul istoriei limbii, în unele cazuri, [l] a evoluat în [o], dar la anumite forme gramaticale, acesta redevine [l].
Este, de exemplu, cazul substantivelor și adjectivelor terminate în -ao sau -eo (posao „treabă”, veseo „vesel”),  precum și al verbelor la participiu activ terminate în -o (radio „muncit”). Acest o redevine l dacă nu mai este în poziție finală: posla „al/a/ai/ale trebii”, formele de feminin vesela „veselă” și radila.
Această alternanță are loc în unele cazuri și în interiorul cuvintelor, de exemplu în cele derivate cu sufixul de agent -lac, la care l se păstrează numai la nominativ singular și la genitiv plural, la restul formelor cazuale trecând în o: nosilac „purtător”, nosilaca „al/a/ai/ale purtătorilor”, dar nosioca „al/a/ai/ale purtătorului”, nosioci „purtători” etc.

#### Alternanțaa~ ∅ (numitănepostojanoa „alabil”)
În general, între consoanele unor grupuri finale de cuvânt neobișnuite pentru limba sârbă, se intercalează vocala a, de exemplu la nominativul singular al substantivelor și adjectivelor masculine, care are desinența ∅, și care s-ar termina în asemenea consoane. Un astfel de cuvânt este borac „luptător”. În cursul flexiunii, a dispare la formele la care pronunțarea grupului de consoane este ușurată de o vocală ce o urmează. Astfel, genitivul și acuzativul singular al acestui cuvânt este borca „al/a/ai/ale luptătorului, pe luptător”.
A labil apare și între unele prepoziții și cuvinte cu care ar forma un cuvânt fonetic ce ar începe cu un grup de consoane greu de pronunțat. Astfel, de exemplu, prepoziția s „cu” are forma sa înaintea unui cuvânt ca škola: sa školom „cu școala”.
A mai apare și pentru a diferenția forme cazuale, anume nominativul singular al substantivelor feminine cu rădăcina terminată într-un grup de consoane, de genitivul lor plural (sestra „soră” – sestara „al/a/ai/ale surorilor”) și genitivul singular de genitivul plural al masculinelor care au acest a la nominativ singular (boraca „al/a/ai/ale luptătorilor”), sau ale celor de origine străină terminate în două consoane la nominativ singular: student – studenta „al/a/ai/ale studentului” – studenata „al/a/ai/ale studenților”.

#### Vocale suplimentare finale de cuvânt
Unele cuvinte au forme alternative, una terminată în consoană, cealaltă cu o vocală suplimentară:
- adverbe de timp: kad(a) „când”;
- conjuncția nek(a) „să”;
- forma de genitiv singular masculin a adjectivelor, pronumelor și numeralelor: dobrog(a) „al/a/ai/ale bunului”, mog(a) (de la moj „meu”), svakog(a) „al/a/ai/ale fiecărui(a)”, jednog(a) „al/a/ai/ale unui(a)”;
- forma de dativ-locativ singular masculin a precedentelor:

- e adăugat la varianta de desinență -om: dobrom(e) „bunului”, o dobrom(e) „despre bunul”;
- u la varianta de desinență -em: vašem(u), de la vaš „al vostru”.

Vocala finală este facultativă în primele două cazuri, dar devine uneori obligatorie în celelalte, anume la dativ-locativul singular masculin al adjectivelor substantivate și al pronumelor care pot fi și adjective pronominale: Obraćam se dobrim ljudima, a ne lošima „Mă adresez oamenilor buni, nu celor răi”, U jednim slučajevima uspeva, u drugima ne „În unele cazuri reușește, în altele nu”.

#### Disimilare vocalică
Desinența cazului instrumental singular al substantivelor masculine are două variante, -om și -em. Varianta -om este prezentă după consoanele finale de rădăcină altele decât c, z, č, dž, š, ž, ć, đ, nj, j și lj, de exemplu în sa čovekom „cu omul”. Varianta -em este folosită în mod normal după consoanele finale de rădăcină menționate (de exemplu în bičem „cu biciul”, s mišem „cu mouse-ul”, spanaćem „cu spanac”, s kraljem „cu regele”), dar dacă înaintea consoanei finale este vocala e, se produce în general disimilarea lui e din desinență, care trece în o, în cuvinte ca mesecom „cu luna”, s Bečom „cu Viena” s koledžom „cu colegiul”, s muzejom „cu muzeul”.

### Accentuarea
Accentul care cade pe una din silabele unui cuvânt are în limba sârbă un dublu caracter. Este de intensitate, adică nucleul silabei este rostit cu mai multă forță decât celelalte (ca în română), dar și tonic (numit și muzical), nucleul de silabă accentuată fiind pronunțat cu un ton mai ridicat sau mai coborât decât celelalte.
Accentul poate fi de patru feluri, combinații între caracterul descendent sau ascendent și durata vocalei (lungă sau scurtă). Semnele convenționale pentru accente apar în exemplele de mai jos.
- lung descendent: pîvo „bere”;
- lung ascendent: písati „a scrie”;
- scurt descendent: vȅtar „vânt”;
- scurt ascendent: òtac „tată”.

În mod obișnuit, accentul se notează în scris numai în lucrările de lingvistică, în manuale și dicționare, precum și atunci când există risc de confuzie în cazul unor cuvinte care diferă numai prin caracterul sau locul accentului, de exemlu grâd „oraș” vs. grȁd „grindină”. Accentul poate diferenția și forme gramaticale ale aceluiași cuvânt: ȉmena „al/a/ai/ale numelui” vs. imèna „nume” (nominativ plural) vs. iménā „al/a/ai/ale numelor” (vezi și Declinarea adjectivelor).
Privitor la locul și caracterul accentului există următoarele reguli:
1. În cuvintele polisilabice, accentul poate să cadă pe oricare silabă, în afară de ultima, regulă ce se aplică și cuvintelor străine. Astfel, cuvintele franceze, care se accentuează pe ultima silabă, în limba sârbă au accentul pe penultima silabă: Marseille (transcris în sârbă Marsej) se pronunță ['mar.sej].
2. Cuvintele monosilabice pot avea numai accent descendent, scurt (kȍnj „cal”) sau lung: znâm „(eu) știu”.
3. În cazul cuvintelor polisilabice, accent descendent poate cădea numai pe prima silabă.

Și vocalele neaccentuate pot fi lungi sau scurte. Cele lungi se notează (nu în scrisul obișnuit) cu ¯ (žèna „femeie” – žénā „al/a/ai/ale femeilor”). O silabă lungă neaccentuată se poate găsi numai după o silabă accentuată.
Unele cuvinte nu pot fi accentuate. Astfel sunt majoritatea cuvintelor gramaticale clitice, care pot fi enclitice (plasate după un cuvânt cu accent) sau proclitice (plasate înaintea unui cuvânt cu accent). Enclitice sunt particula interogativă li (cu sensul aproximativ „oare”), pronumele personale forme scurte (de exemplu ga „îl”, mi „îmi”), pronumele reflexiv se, formele scurte ale verbelor auxiliare, de exemplu cel al viitorului, ću „voi”. Proclitice sunt prepozițiile monosilabice și unele bisilabice, unele conjuncții monosilabice, cuvântul de negație ne. Din punctul de vedere al accetuării, encliticele și procliticele formează un singur cuvânt cu cel precedent, respectiv următor.
În unele cazuri, într-un astfel de cuvânt, accentul trece pe proclitic:
- pe prepoziții înaintea pronumelui personal ja „eu” la cazul instrumental: sȁ mnom „cu mine”;
- pe cuvântul negativ, la formele verbale cu accent descendent pe prima silabă: dâm „dau” – nè dām „nu dau”.

## Gramatică

### Morfologie
Morfologia limbii sârbe se distinge de cea a limbii române prin mai multe caracteristici. Din punctul de vedere al tipologiei morfologice, sârba este o limbă flexionară, ca limba română, dar în grad mai mare decât aceasta, adică cazurile substantivelor, adjectivelor și pronumelor, precum și persoanele verbelor se disting mai bine prin desinențe.

#### Substantivul

##### Genul și numărul substantivelor
Substantivele pot fi de genul masculin, feminin sau neutru.
Masculinul este de regulă posibil de recunoscut după terminația consonantică la cazul nominativ, numărul singular: jelen „cerb”. Tot masculine sunt și substantivele terminate în -ao și cele în -eo, la care o a fost cândva l (vezi mai sus Alternanța l ~ o): orao „vultur”, pepeo „cenușă”. Nominativul plural al acestora se termină în -i: jeleni „cerbi”. Masculinele monosilabice și mare parte din cele bisilabice primesc de regulă la plural sufixul -ov- (după consoană postalveolară, alveolo-palatală sau palatală -ev-): stanovi „locuințe”, orlovi „vulturi”, muževi „bărbați”. Sunt și substantive masculine terminate cu -a, ca femininele: prenume masculine (Nikola), nume de profesii (sudija „judecător”). Cu acestea, acordul se face la masculin.
Femininul se caracterizează în general prin terminația -a la nominativ singular (ruka „mână”), dar sunt și substantive feminine terminate cu o consoană: radost „bucurie”, stvar „lucru”. Nominativul plural al celor în -a este cu desinența -e (ruke „mâini”), iar al celor în consoană -i: radosti „bucurii”, stvari „lucruri”.
Neutrul este genul numelor de inanimate cu -o (în afara celor cu -ao și cu -eo) și al celor cu -e la nominativ singular: kolo „cerc”, polje „câmp”. Nominativul lor plural se termină cu -a: kola „cercuri”, polja „câmpuri”.
În afară de singular și plural, limba sârbă mai păstrează unele vestigii ale numărului dual. Acesta este cerut de numeralele dva „doi”, dve „două”, tri „trei”, četiri „patru”, oba „amândoi” și obe „amândouă”. Cuvintele la acest număr au desinența -a la nominativ masculin și neutru (identică cu cea de genitiv singular) și -e la feminin (identică cu cea de nominativ plural). Exemple: dva metra „doi metri”, obe mačke „ambele pisici”.

##### Declinarea substantivelor
Aceasta se caracterizează prin șapte cazuri, iar substantivele sunt grupate în trei sau patru clase de declinare, după terminația de la nominativ singular. Declinarea I este cea a masculinelor (în afară de cele terminate în -a) și a neutrelor. Declinarea a II-a cuprinde femininele și masculinele în -a. Femininele în consoană aparțin declinării a III-a. Există și numeroase substantive cu declinare neregulată.
Iată declinarea a trei substantive regulate din primele două clase de declinare, care conțin numărul cel mai mare de substantive:
| Caz          | Declinarea I | Declinarea I | Declinarea I | Declinarea I | Declinarea a II-a | Declinarea a II-a |
| Caz          | Masculin     | Masculin     | Neutru       | Neutru       | Feminin           | Feminin           |
| Caz          | singular     | plural       | singular     | plural       | singular          | plural            |
| ------------ | ------------ | ------------ | ------------ | ------------ | ----------------- | ----------------- |
| Nominativ    | jelen „cerb” | jeleni       | kolo „cerc”  | kola         | žena „femeie”     | žene              |
| Genitiv      | jelena       | jelēnā       | kola         | kolā         | ženē              | žénā              |
| Dativ        | jelenu       | jelenima     | kolu         | kolima       | ženi              | ženama            |
| Acuzativ     | jelena       | jelene       | kolo         | kola         | ženu              | žene              |
| Vocativ      | jelene!      | jeleni!      | kolo!        | kola!        | ženo!             | žene!             |
| Instrumental | jelenom      | jelenima     | kolom        | kolima       | ženom             | ženama            |
| Locativ      | o jelenu     | o jelenima   | o kolu       | o kolima     | o ženi            | o ženama          |

Observații:
1. Acuzativul singular al substantivelor masculine animate este identic cu genitivul lor, în timp ce acuzativul singular al masculinelor inanimate și al neutrelor este la fel cu nominativul. De exemplu, în timp ce jelen „cerb” este la acuzativ singular jelena, substantivul izvor „izvor” are la același caz forma izvor[40].
2. Numele de plante și cele colective care denumesc animate, de exemplu narod „popor” și čopor „turmă”, se declină ca inanimatele.
3. Desinența la genitiv plural este -a lung. Aceasta deosebește genitivul plural de cel singular la substantivele masculine și neutre, precum și genitivul plural de nominativul singular la cele feminine.
4. Masculinele a căror rădăcină se termină cu o consoană postalveolară, alveolopalatală sau palatală, au la instrumental singular desinența -em, iar la vocativ desinența -u: nožem „cu cuțitul”, prijatelju! „prietene!”
5. Unele masculine (de exemplu multe etnonime) au la singular sufixul -in la care se adaugă desinențele, dar la plural nu îl au. Exemplu: Srbin „sârb” – Srbina „al/a/ai/ale sârbului” – Srbi „sârbi” – Srba „al/a/ai/ale sârbilor”.
6. Printre neutrele terminate în -e sunt unele la care rădăcina are o prelungire dată de consoana -n- sau -t-. Aceasta apare la plural la toate cazurile, iar la singular – la genitiv, dativ, instrumental și locativ. Exemple: ȉme „nume” (singular) – imèna „nume” (plural), uže „funie” – užeta „al/a/ai/ale funiei”. În limba actuală, pluralul substantivelor cu -t- se exprimă cu substantivul colectiv format de la ele, care sunt masculine, de exemplu de la uže, užad „funii”.
7. Genitivul plural al femininelor cu nominativul singular în -a și rădăcina terminată într-un grup de consoane este de regulă cu a labil între acestea (pesma „cântec” – pesama „al/a/ai/ale cântecelor”), dar multe asemenea substantive, mai ales de origine străină, nu au a labil și au desinența -i la genitiv plural: molba „rugăminte” – molbi „al/a/ai/ale rugăminților”, bomba – bombi.
8. Numele de țări și regiuni terminate în -ska, -čka sau -ška sunt adjective feminine la origine, de aceea dativ-locativul lor are aceeași formă ca la acestea: Francuska „Franța” – Francuskoj „Franței” – u Francuskoj „în Franța”.

Exemplu de declinarea a III-a:
| Caz | Singular       | Plural |
| --- | -------------- | ------ |
| N.  | reč „cuvânt”   | reči   |
| G.  | reči           | reči   |
| D.  | reči           | rečima |
| A.  | reč            | reči   |
| V.  | reči           | reči   |
| I.  | rečju sau reči | rečima |
| L.  | reči           | rečima |

##### Folosirea cazurilor
- Cazul nominativ și cel vocativ se folosesc ca în română, primul fiind cel al subiectului propoziției și al substantivelor folosite în afara propozițiilor (de exemplu în titluri și inscripții), al doilea servind la abordarea unei persoane sau la adresarea către ea.
- Cazul genitiv fără prepoziție este în principal al atributului ce exprimă posesorul, iar cel cu diverse prepoziții – a diverse atribute, complemente indirecte și circumstanțiale.
- Cazul dativ fără prepoziție este al complementului indirect de atribuire (cel care răspunde la întrebarea „cui?”), dar exprimă și destinația unei deplasări, mai ales cu prepozițiile k(a) și prema „către”.
- Cazul acuzativ fără prepoziție este cel al complementului direct, iar cu prepoziții – al unor complemente indirecte și al complementului circumstanțial de loc al verbelor care exprimă deplasarea către acel loc: On ide u grad „El merge în oraș”.
- Cazul instrumental este în principal cel al complementului circumstanțial instrumental (fără prepoziție: nožem „cu cuțitul”) și al complementului circumstanțial sociativ (cu prepoziția s(a): sa suprugom „cu soția”), iar cu alte prepoziții și fără prepoziție exprimă și alte feluri de complemente.
- Cazul locativ (totdeauna cu prepoziție) este cel al complementului circumstanțial de loc al unui verb care nu exprimă deplasarea spre acel loc: On živi u gradu „El locuiește în oraș”. Locativul mai este și cazul complementului indirect despre care se vorbește (o jelenu „despre cerb”).

#### Adjectivul nepronominal

##### Categorii de adjective nepronominale
Adjectivele nepronominale pot fi:
- calificative propriu-zise[41]: dobar „bun”;
- calificative relaționale sau de relație[42]: jutarnji „de dimineață”;
- posesive[43]: čovekov „al omului”, babin „al bunicii”. Acestea sunt formate de la substantive, prin adăugarea sufixului -ov sau -ev la cele masculine, și -in la cele feminine.

##### Forma scurtă și forma lungă
Aproape toate adjectivele calificative propriu-zise au o formă scurtă și una lungă. Cea scurtă se caracterizează prin terminație consonantică la masculin nominativ singular, iar cea lungă se obține prin adăugarea lui -i la forma scurtă: bogat > bogati „bogat”. În cazul lor, forma scurtă este nedefinită, iar cea lungă – definită. Acesteia îi corespunde în română adjectivul substantivat, articulat cu articol hotărât sau cu articol demonstrativ. Exemple în context: Videsmo tu dva čoveka, jedan je bio siromašan, a drugi – bogat; siromašni je ćutao, dok je bogati mnogo pričao „Văzurăm aici doi oameni, unul era sărac, iar celălalt – bogat; săracul (sau cel sărac) tăcea, în timp ce bogatul (sau cel bogat) vorbea mult”.
Adjectivele de apartenență au numai formă scurtă (bratov „al/a/ai/ale fratelui”), iar cele terminate în -ski, -nji și -ji – numai formă lungă. În această categorie intră adjectivele calificative de relație în general (beogradski „belgrădean”), precum și adjectivele calificative propriu-zise la forma de comparativ și la cea de superlativ relativ (vezi secțiunea următoare). Adjectivele cu o singură formă sunt folosite și ca nedefinite, și ca definite.

##### Gradele de comparație
Gradul comparativ de superioritate se formează cu sufixe:
- -ji, -ja, -je, care provoacă iodizarea consoanei finale a adjectivului:

- pentru adjectivele monosilabice cu vocală lungă: mlad „tânăr” > mlađi „mai tânăr”;
- pentru adjectivele bisilabice terminate la masculin în -ak, -ek sau -ok: kratak „scurt” > kraći;

- -iji, -ija, -ije:

- pentru adjectivele monosilabice cu vocală scurtă: star „bătrân” > stariji;
- pentru adjectivele polisilabice: hrabar „curajos” > hrabriji „mai curajos”, jednostavan „simplu” > jednostavniji „mai simplu”.

- -ši, -ša, -še, pentru trei adjective monosilabice: lep „frumos” > lepši, lak „ușor” > lakši, mek „moale” > mekši[45].

Adjective cu comparativul neregulat sunt:
- dobar – bolji „mai bun”;
- mali – manji „mai mic”;
- veliki – veći „mai mare”;
- zao – gori „mai rău”.

Comparația se poate construi în două feluri:
- cu prepoziția od, care cere genitivul: Jagode su skuplje od malina „Căpșunile sunt mai scumpe decât zmeura”;
- cu conjuncția nego + nominativul: Jagode su skuplje nego maline.

Dacă cu ajutorul adjectivului se compară două complemente, este posibilă numai a doua contrucție: U samoposluzi jagode su skuplje nego na pijaci „La supermarket, căpșunile sunt mai scumpe decât la piață”.
Superlativul relativ de superioritate se obține din forma de comparativ, cu prefixul naj-: poznatiji „mai cunoscut” > nâjpoznàtiji „cel mai cunoscut”. Vocala prefixului este lungă și totdeauna accentuată, iar adjectivele mai lungi, ca acest exemplu, au accent și pe rădăcina formei de bază.

##### Declinarea adjectivelor
Adjectivele se declină astfel:
Forma lungă
| Caz | Masculin                               | Masculin     | Neutru       | Neutru       | Feminin   | Feminin      |
| Caz | singular                               | plural       | singular     | plural       | singular  | plural       |
| --- | -------------------------------------- | ------------ | ------------ | ------------ | --------- | ------------ |
| N.  | zèlenī „cel verde”                     | zèlenī       | zèlenō       | zèlenā       | zèlenā    | zèlenē       |
| G.  | zèlenōg(a)                             | zèlenīh      | zèlenōg(a)   | zèlenīh      | zèlenē    | zèlenīh      |
| D.  | zèlenōm(e)                             | zèlenīm(a)   | zèlenōm(e)   | zèlenīm(a)   | zèlenōj   | zèlenīma     |
| A.  | zèlenōg(a) (animat), zèlenī (inanimat) | zèlenē       | zèlenō       | zèlenā       | zèlenū    | zèlenē       |
| V.  | zèlenī                                 | zèlenī       | zèlenō       | zèlenā       | zèlenā    | zèlenē       |
| I.  | zèlenīm                                | zèlenīm(a)   | zèlenīm      | zèlenīm(a)   | zèlenōm   | zèlenīm(a)   |
| L.  | o zèlenōm(e)                           | o zèlenīm(a) | o zèlenōm(e) | o zèlenīm(a) | o zèlenōj | o zèlenīm(a) |

Forma scurtă
| Caz | Masculin                          | Masculin     | Neutru   | Neutru       | Feminin   | Feminin      |
| Caz | singular                          | plural       | singular | plural       | singular  | plural       |
| --- | --------------------------------- | ------------ | -------- | ------------ | --------- | ------------ |
| N.  | zèlen „verde”                     | zelènī       | zelèno   | zelèna       | zelèna    | zelène       |
| G.  | zelèna                            | zelènīh      | zelèna   | zelènīh      | zelènē    | zelènīh      |
| D.  | zelènu                            | zelènīm(a)   | zelènu   | zelènīm(a)   | zelènōj   | zelènīma     |
| A.  | zelèna (animat), zèlen (inanimat) | zelène       | zelèno   | zelènā       | zelènu    | zelène       |
| V.  | zèlenī                            | zelènī       | zelèno   | zelènā       | zèlenā    | zèlenē       |
| I.  | zelènīm                           | zelènīm(a)   | zelènīm  | zelènīm(a)   | zelènōm   | zelènīm(a)   |
| L.  | o zelènu                          | o zelènīm(a) | o zelènu | o zelènīm(a) | o zelènōj | o zelènīm(a) |

Observații:
1. La nominativ plural, forma scurtă diferă de cea lungă numai prin locul accentului: pe prima silabă la forma lungă, pe a doua silabă la forma scurtă.
2. Ca în cazul substantivelor, și la adjective se folosește numărul dual după numeralele dva „doi”, dve „două”, tri „trei”, četiri „patru”, oba „amândoi” și obe „amândouă”: Došla su četiri nova učenika „Au venit patru elevi noi”.
3. Adjectivele cu rădăcina terminată în consoană postalveolară, alveolopalatală sau palatală au, în locul variantelor de desinență -o (nominativ singular neutru), -og(a) (genitiv singular masculin și neutru), -om(e) (dativ și locativ singular masculin și neutru), variantele -e, -eg(a), -em(u): vrućega „al/a/ai/ale celui fierbinte”, „pe cel fierbinte”, vrućemu „celui fierbinte”, o vrućemu „despre cel fierbinte”.
4. Vocala suplimentară a desinenței se fololește la adjectivele substantivate (ca cel de la punctul 3).

#### Pronumele

##### Pronumele personale
Formele și declinarea pronumelor personale sunt cele de mai jos:
| Caz | Singular | Singular | Singular              | Singular   | Plural    | Plural    | Plural                            | Pronumele reflexiv |
| --- | -------- | -------- | --------------------- | ---------- | --------- | --------- | --------------------------------- | ------------------ |
| N.  | ja „eu”  | ti „tu”  | on „el”, ono – neutru | ona „ea”   | mi „noi”  | vi „voi”  | oni „ei”, ona – neutru, one „ele” | –                  |
| G.  | mene, me | tebe, te | njega, ga             | nje, je    | nâs, nas  | vâs, vas  | njih, ih                          | sebe               |
| D.  | meni, mi | tebi, ti | njemu, mu             | njoj, joj  | nama, nam | vama, vam | njima, im                         | sebi               |
| A.  | mene, me | tebe, te | njega, ga             | nju, je/ju | nâs, nas  | vâs, vas  | njih, ih                          | sebe, se           |
| V.  | –        | ti!      | –                     | –          | –         | vi!       | –                                 | –                  |
| I.  | mnom(e)  | tobom    | njim                  | njom       | nama      | vama      | njima                             | sobom              |
| L.  | o meni   | o tebi   | o njemu               | o njoj     | o nama    | o vama    | o njima                           | o sebi             |

Observații:
1. La nominativ, vocativ, instrumental și locativ, pronumele personale au numai forme accentuate, iar la genitiv, dativ și acuzativ au forme accentuate și forme neaccentuate. Formele neaccentuate sunt enclitice, formând un cuvânt fonetic cu un cuvânt accentuat care le precede. Exemple: Dajem ti ovaj novac „Îți dau banii aceștia”, Ja ti dajem ovaj novac „Eu îți dau banii aceștia”.
2. Formele accentuate se folosesc în următoarele cazuri:

– după prepoziții și conjuncții: Od njih je stiglo mnogo pisama, ali ništa za mene „De la ei au sosit multe scrisori, dar nimic pentru mine”;
– atunci când persoana respectivă apare pentru prima oară în comunicare;
– atunci când se insistă asupra persoanei: Ovaj novac dajem tebi „Banii aceștia ți-i dau ție” (nu altcuiva);
– pentru a constitui singure o propoziție în dialoguri: – Kome je upućeno ovo pismo? – Vama. „Cui îi este adresată scrisoarea asta? – Dumneavoastră.”
1. Pronumele de politețe este Vi (scris de obicei cu inițială majusculă)[47].
2. Cazul genitiv se folosește numai cu prepoziții care cer acest caz: On je došao posle mene „El a venit după mine”.
3. Forma mnom se folosește numai cu prepoziție, iar accentul trece pe aceasta, pe când forma mnome se utilizează fără prepoziție.
4. La genitiv, dativ și acuzativ, formele accentuate se deosebesc de cele neaccentuate și prin caracterul bisilabic al celor accentuate, cu excepția formelor nas și vas. În scrisul obișnuit, caracterul accentuat sau neaccentuat al acestora poate reieși numai din context.
5. La acuzativ feminin singular sunt două forme neaccentuate: je, folosită în general (On je vidi „El o vede”), și ju, înaintea verbului auxiliar je (On ju je video „El a văzut-o”) și după forma negată a acestuia: Nije ju video „Nu a văzut-o”.
6. Pronumele sebe este reflexiv. Se referă totdeauna la subiectul propoziției, de orice gen, număr și persoană ar fi acesta: Ona govori za sebe i ja govorim za sebe. Zašto ti ne govoriš za sebe? „Ea vorbește pentru sine și eu vorbesc pentru mine. Tu de ce nu vorbești pentru tine?” Are formă scurtă numai la acuzativ. Aceasta se folosește la diateza reflexivă a verbelor: On ide da se šeta. Ja idem da se šetam s njim. Hoćes li da se šetaš sa nama? „El merge să se plimbe. Eu merg să mă plimb cu el. Vrei să te plimbi cu noi?”

##### Pronumele-adjective posesive
Formele pronumelor posesive sunt:
- moj „(al) meu”, moja „(a) mea”, moje (neutru singular), moji „(ai) mei”, moje „(ale) mele”, moja (neutru plural)
- tvoj „(al) tău”, tvoja „(a) ta”, tvoje (neutru singular), tvoji „(ai) tăi”, tvoje „(ale) tale”, tvoja (neutru plural)
- njegov „(al) lui”, njegova „(a) lui”, njegovo (neutru singular), njegovi „(ai) lui”, njegove „(ale) lui”, njegova (neutru plural)
- nje(zi)n „al ei”, nje(zi)na „(a) ei”, nje(zi)no (neutru singular), nje(zi)ni „(ai) ei”, nje(zi)ne „(ale) ei”, nje(zi)na (neutru plural)
- naš „(al) nostru”, naša „(a) noastră”, naše (neutru singular), naši „(ai) noștri”, naše „(ale) noastre”, naša (neutru plural)
- vaš „(al) vostru”, vaša „(a) voastră”, vaše (neutru singular), vaši „(ai) voștri”, vaše „(ale) voastre”, vaša (neutru plural)
- njihov „(al) lor”, njihova „(a) lor”, njihovo (neutru singular), njihovi „(ai) lor”, njihove „(ale) lor”, njihova (neutru plural)
- svoj, -a, -e, -i, -e, -a.

Observații:
1. Pronumele referitor la un posesor feminin are o formă mai scurtă njen, -a, -o, -i, -e, -a, și una mai lungă, njezin, -a, -o, -i, -e, -a, cea din urmă fiind mai rar folosită.
2. Pronumele posesive sârbești sunt folosite cu aceeași formă și ca adjective pronominale posesive.
3. Pronumele svoj, -a, -e, -i, -e, -a determină (ca adjectiv) sau reprezintă (ca pronume) obiectul (obiectele) posedat(e) de subiect, indiferent de persoana, numărul și genul acestuia. De exemplu, propozițiile Direktor je u svojoj kancelariji și Direktor je u njegovoj kancelariji pot fi traduse ambele „Directorul este în biroul lui”, dar prima înseamnă și fără context că este în propriul său birou, iar a doua, tot și fără context, că este în biroul altui bărbat.
4. Posesivele se declină în general ca adjectivele, având și acestea vocală suplimentară la genitiv-acuzativ și la dativ-locativ masculin/neutru singular, atunci când sunt folosite pronominal. În plus, moj, tvoj și svoj au la aceste cazuri câte două variante, cele mai scurte fiind mai frecvente:

- mojeg(a) sau mog(a), mojem(u) sau mom(e);
- tvojeg(a) sau tvog(a), tvojem(u) sau tvom(e);
- svojeg(a) sau svog(a), svojem(u) sau svom(e).

##### Pronumele-adjective demonstrative
Pronumele-adjective demonstrative sârbe exprimă trei grade de depărtare :
- Ovaj „acest(a)”, ova „această (aceasta)”, ovo (neutru singular), ovi „acești(a)”, ove „aceste (acestea)”, ova (neutru plural) se referă la ceea ce este, de exemplu, la vorbitor: Daću ti ovaj članak da ga pročitaš „Îți voi da articolul acesta ca să-l citești”.
- Onaj „acel(a)”, ona „acea (aceea)”, ono (neutru singular), oni „acei(a)”, one „acele(a)”, ona (neutru plural) se referă la ceea ce este departe și de vorbitor, și de destinatarul comunicării: Šta je ono na krovu? „Ce e aceea pe acoperiș?”
- Taj, ta, to, ti, te, ta exprimă depărtarea medie, referindu-se, de exemplu, la ceea ce este pe destinatar: Lepo ti stoji ta haljina „Îți stă bine rochia asta”. Acest pronume se folosește și pentru a se referi la ceva despre care a fost vorba mai înainte: Priča se da je izbio štrajk, ali ja o tome nisam obavešten „Se zice că a izbucnit o grevă, dar eu nu sunt informat despre aceasta”.

Folosit ca subiect al unui predicat nominal cu verbul copulativ biti „a fi”, pronumele demonstrativ nu se acordă cu numele predicativ, ci se folosește la neutru singular: Ovo je moj sin / moja ćerka „Acesta e fiul meu / Aceasta e fiica mea”, To je bila nesreća „A fost o nenorocire”, To su bili uspesi „Acestea au fost succese”.
Declinarea demonstrativelor este aceeași ca a adjectivelor, inclusiv existența formelor cu vocală suplimentară în cazul folosirii lor ca pronume: ovog(a) „al/a/ai/ale acestui(a)”, onom(e) „acelui(a)”, o onom(e) „despre acel(a)”, s tim(a) „cu acești(a)/acei(a) / aceste(a)/acele(a)”.
Pe lângă aceste pronume-adjective demonstrative, în sârbă mai sunt și altele, care nu au corespondente analoge în română:
- ovakav, ovakva, ovakvo: Želim ovakve rukave „Doresc mâneci ca acestea” (spune, de exemplu, un client unui croitor, arătând mânecile hainei pe care o poartă);
- takav, takva, takvo: Želim takve rukave „Doresc mâneci ca acestea” (același, arătând haina din mâna croitorului);
- onakav, onakva, onakvo: Želim onakve rukave „Doresc mâneci ca acelea” (arătând o haină care e mai departe de ambii interlocutori);
- ovoliki, -a, -o: Riba je bila ovolika „Peștele era atâta” (spune o persoană arătând cu mâinile lungimea unui pește);
- toliki, -a, -o: Šta ćeš raditi s tolikim novcem? „Ce-ai să faci cu atâția bani?” (banii fiind la destinatarul comunicării);
- onoliki, -a, -o: Šteta nije onolika kao pre dve godine „Paguba nu e așa de mare ca acum doi ani” (referire la o cantitate care a existat în trecut).

##### Pronumele și adjectivele interogative
Numai pronume interogative sunt cele referitoare la identitatea unei persoane sau a unui inanimat, ko „cine”, respectiv šta „ce”, care se declină în felul următor:
| Nominativ    | ko     | šta    |
| Genitiv      | koga   | čega   |
| Dativ        | kome   | čemu   |
| Acuzativ     | koga   | šta    |
| Instrumental | kim(e) | čim(e) |
| Locativ      | o kome | o čemu |

Alte cuvinte interogative pot fi pronume sau adjective pronominale:
- koji, -a, -e, -i, -e, -a: Koju košulju hoćeš? „Care cămașă o vrei?”, Koju hoćeš? „Pe care o vrei?”;
- kakav, kakva, kakvo, kakvi, kakve, kakva: Kakvu košulju hoćeš? „Ce (fel de) cămașă vrei?”, Kakvu hoćeš? „De care vrei?”;
- čiji, -a, -e, -i, -e, -a: Čije su ove naočare? „Ai cui sunt ochelarii ăștia?”;
- koliki, kolika, koliko, koliki, kolike, kolika:

– referitor la dimensiuni: Kolika je tvoja soba? „Cât de mare este camera ta?”;
– referitor la cantitate: Gledaj koliko je ljudi došlo „Uită-te câți oameni au venit”.
Declinarea acestora este aceeași ca a adjectivelor, inclusiv prezența vocalei suplimentare la genitiv, dativ și locativ masculin și neutru singular, în cazul folosirii pronominale. Koji are și forme reduse la aceste cazuri: kog(a), kom(e).

##### Pronumele și adjectivele relative
Următoarele cuvinte, pe lângă statutul de pronume-adjective interogative, îl au și pe cel de pronume-adjective relative:
- koji, -a, -e, -i, -e, -a: Imam muža koji me voli. „Am un soț care mă iubește.”
- kakav, kakva, kakvo, kakvi, kakve, kakva: To je pejzaž kakve je slikao Rubens „Acesta e un peisaj ca cele pe care le picta Rubens”;
- čiji, -a, -e, -i, -e, -a: Bio je tamo sto, čije su noge bile zabijene u zemlju. „Era acolo o masă ale cărei picioare erau înfipte în pământ.”

Numai pronume este cuvântul što, care are următoarele folosiri:
1. Invariabil se poate utiliza în locul lui koji: Gledaj ove ljude što / koji prolaze „Uite-i pe oamenii aceștia care trec”.
2. Declinat, are două forme de acuzativ, una identică cu cea de nominativ, što, dacă nu este precedat de o prepoziție, și šta în cazul contrar. Poate avea ca antecedent:
- o întreagă propoziție care îl precede:

- pronumele la nominativ: Bolesnik je počeo da jede, što je dobar znak „Bolnavul a început să mănânce, ceea ce e semn bun”;
- pronumele la acuzativ:

– fără prepoziție: Otpustili su vratara, što ja ne odobravam „L-au concediat pe portar, ceea ce eu nu aprob”;
– cu prepoziție: Ona tvrdi da je požar odmetnut, za šta nema dokaza „Ea afirmă că incendiul a fost provocat, lucru pentru care nu există dovezi”.
- un pronume demonstrativ neutru: Reći ću vam ono što znam „Vă voi spune ceea ce știu”, Nema toga o čemu se ne bi moglo razgovarati „Nu există nimic despre ce nu s-ar putea discuta”;
- pronumele nehotărât sve „tot”: Uzmite sve što želite „Luați tot ce doriți”.

##### Pronume și adjective nehotărâte
Majoritatea cuvintelor nehotărâte se obțin din pronume sau adjective pronominale interogative, la care se adaugă elementele prime ne-, sva-, ni- și i-, formându-se următorul sistem:
| I                   | II                   | III                        | IV                                | V                          |
| ------------------- | -------------------- | -------------------------- | --------------------------------- | -------------------------- |
| nešto „ceva”        | neko „cineva”        | neki „vreun(ul)”           | nekakav „(de) vreun (fel)”        | nečiji „(al) cuiva”        |
| svašta „de toate”   | svako „fiecare”      | svaki „fiecare”            | svakakav „de tot felul”           | svačiji „(al) fiecăruia”   |
| ništa „nimic”       | niko „nimeni”        | nijedan „niciun(ul)”       | nikakav „de niciun fel”           | ničiji „(al) nimănui”      |
| išta „(măcar) ceva” | iko „(măcar) cineva” | ijedan „(măcar) vreun(ul)” | ikakav „(măcar) (de) vreun (fel)” | ičiji „(măcar) (al) cuiva” |

Cuvintele din coloanele I și II sunt numai pronume, celelalte sunt pronume sau adjective pronominale. Se declină ca și pronumele/adjectivele de la care provin.
Cuvintele formate cu ni- și cu i- prezintă particularitatea că aproape toate prepozițiile cu care se folosesc se intercalează între elementul prim și cuvântul de bază: ni iz čega „din nimic”, ni s kim „cu nimeni”.
Cuvintele formate cu ni- sunt negative și se folosesc cu verb negat (dublă negație): Ne vidim nikoga „Nu văd pe nimeni”, Ova zemlja nije ničija „Pământul acesta nu e al nimănui”.
Cuvintele formate cu i- includ ideea de cantitate redusă („măcar …”, „cât de cât”, „fie și numai unul”). Se folosesc în general în propoziții interogative și în subordonate: Jeste li išta našli? „Ați găsit (măcar) ceva?”, Ima li ikakvog rezultata? „Este vreun rezultat?”, Da je iko dolazio, ja bih to znao „Dacă ar fi venit cineva, aș ști”. Nu se pot folosi în aceeași propoziție cu o negație, dar pot apărea în frază, în propoziție de după una negativă: Ne želim da iko pomisli da sam se uplašio „Nu doresc ca (măcar) cineva să creadă că m-am spreriat”.
Cuvintele nehotărâte formate cu ne- pot primi prefixul po- care exprimă faptul că este vorba de un număr mic de persoane sau lucruri, raritatea acestora: Ponešto je tačno u ovom članku „Câte ceva e exact în articolul ăsta”, Poneko se neće složiti sa mnom „Unii nu vor fi de acord cu mine”. Același înțeles îl are și sufixul -god: štogod = ponešto „câte ceva”, kogod = poneko „câte cineva, unii”.
Mai sunt și locuțiuni nehotărâte formate cu pronume-adjective interogative, împreună cu anumite particule scrise separat, toate cu sensul dat în română de către „ori-”:
- Particula god, postpusă, diferă ca sens de sufixul -god: Ko god dođe, recite mu da nisam tu „Oricine ar veni, spuneți-i că nu sunt aici”.
- Particulele ma și makar sunt antepuse: ma šta „oricine”, makar koji „oricare”.
- Particula bilo poate fi antepusă sau postpusă: bilo ko sau ko bilo „oricine”.

#### Numeralul

##### Numeralele cardinale
Numeralele jedan „un(u)”, jedna „una, o”, jedno (neutru), dva „doi”, dve „două”, tri „trei” și četiri „patru”, inclusiv ca ultima cifră a unui număr, se declină. Celelalte nume de cifre (pet 5, šest 6, sedam 7, osam 8, devet 9) și deset 10 sunt invariabile.
Jedan se declină ca adjectivele cu formă scurtă. La plural se folosește cu substantivele care au numai formă de plural: jedne makaze (feminin) „o foarfecă”, jedna vrata (neutru) „o ușă”.
Declinarea celorlalte nume de cifre este:
| N. | dva   | dve   | tri   | četiri   |
| G. | dvaju | dveju | triju | četiriju |
| D. | dvama | dvema | trima | četirima |
| A. | dva   | dve   | tri   | četiri   |
| I. | dvama | dvema | trima | četirima |
| L. | dvama | dvema | trima | četirima |

Numeralele corespunzătoare numerelor de la 11 la 19 au fost la origine grupuri de cuvinte formate după formula nume de cifră + prepoziția na + deset 10, ceea ce a dat jedanaest 11, dvanaest 12 etc..
Numeralele corespunzătoare zecilor mai mari de 10 sunt cuvinte compuse, de exemplu dva „doi” + deset „zece” > dvadeset „douăzeci”. La unele, primul component a suferit schimbări fonetice, de exemplu šest „șase” + deset > šezdeset „șaizeci”.
Numeralele corespunzătore sutelor au două variante. Una este un cuvânt compus cu numeralul sto „sută”. Acesta rămâne cu forma de bază în numerele de la 400 la 900: četiristo, petsto etc., dar ia forma sta în dvesta 200 și trista 300. A doua variantă este din două cuvinte, cu substantivul feminin stotina derivat de la sto. Conform regulilor construcției numeralului cu cuvântul din grupul pe care îl formează împreună (vezi secțiunea următoare), stotina este la nominativ dual în dve stotine 200, tri stotine 300 și četiri stotine 400, și la genitiv plural în celelalte nume de sute: pet stotina 500 etc.
Corespunzător lui 1000 este hiljada, substantiv feminin, lui „milion” – milion, substantiv masculin, iar lui „miliard” – milijarda, substantiv feminin.
Particularitatea numeralelor stotina, hiljada și milijarda este că atunci când constituie singure numărul, iau forma de acuzativ singular în locul tuturor formelor cazuale: Postoji stotinu razloga za to „Sunt o sută de motive pentru aceasta”, Reč je o hiljadu dolara „Este vorba de o mie de dolari”, Milijardu ljudi gladuje „Un miliard de oameni flămânzesc”.

###### Construcții cu numeralele cardinale
Numeral + substantiv sau/și adjectiv
- Cantitatea zero se exprimă cu genitivul plural al substantivului sau adjectivului: nula / ništa listova (în traducere literală, „zero ziare”).
- Jedan „un”, jedna „o”, jedno (neutru) și numerele care se termină cu această cifră se acordă cu substantivul ca în orice grup atribut adjectival + substantiv: jedan metar „un metru”, dvadeset jedan metar „21 de metri”.
- Dva „doi”, dve „două”, tri „trei” și četiri „patru”, precum și numerele care se termină cu aceste cifre sunt urmate de substantiv/adjectiv la forma de nominativ dual, oricare ar fi funcția grupului în propoziție: dva metra „doi metri”, trideset tri metra „33 de metri”.
- Cu pet „cinci” și cifrele următoare, precum și cu numerele care se termină cu aceste cifre, substantivul/adjectivul se pune la genitiv plural: pet metara „cinci metri”, trideset osam metara „38 de metri”, trideset dobrih ljudi „30 de oameni buni”.

Numeral + pronume personal. În această construcție, pronumele personal este la genitiv cu toate numeralele, în afară de jedan: nas tri „noi trei”, ih deset „ei zece”.
Subiect + predicat
Când predicatul este la o formă verbală fără participiu, cu dva, dve, tri și četiri, precum și numerele care se termină cu aceste cifre prezente în grupul subiectului, predicatul se pune la plural (Dve knjige nedostaju „Lipsesc două cărți”), dar cu cifrele de la 5 la 9 și numerele terminate cu aceste cifre sau cu 0, predicatul este la singular: Dvadeset pet knjiga nedostaje „Lipsesc 25 de cărți”.
La formele verbale compuse cu participiul sunt două situații:
- Cu cifrele dva, dve, tri și četiri, participiul are forma de nominativ dual, cu desinența -a dacă substantivul din grupul subiectului este masculin sau neutru, cu -e dacă este feminin: Stigla su dvadeset četiri autobusa (participiu activ) „Au sosit 24 de autobuze”, Dve radnice su otpuštene (participiu pasiv) „Două lucrătoare au fost concediate”.
- Cu celelalte cifre, participiul este la neutru singular, indiferent de genul subiectului: Stiglo je pet autobusa „Au sosit cinci autobuze”, Dvadeset radnica je otpušteno „20 de lucrătoare au fost concediate”.

##### Numeralele ordinale
Aceste numerale au desinențele specifice adjectivelor cu formă lungă, adăugate la numeralele cardinale. În peti „al cincilea”, šesti „al șaselea”, de la deveti „al nouălea” la dvadeseti „al douăzecilea” și în celelalte numerale corespunzătore zecilor (trideseti „al treizecilea” etc.), cuvântul de bază nu suferă schimbări fonetice. La sedmi „al șaptelea” (< sedam), osmi „al optulea” (< osam), stoti „al o sutălea” (< sto), hiljaditi „al o miilea” (< hiljada), milioniti (< milion) și milijarditi (< milijarda) au loc mici schimbări (căderea lui a, t de legătură etc.). La treći „al treilea” (< tri) și četvrti „al patrulea” (< četiri) sunt schimbări mai importante, iar corespunzător lui jedan și lui dva există cuvinte cu altă rădăcină: prvi „primul”, respectiv drugi „al doilea”. Ca ultima cifră a unui număr se folosesc aceleași forme ca ale cifrelor singure: dvadeset prvi „al douăzeci și unulea”, trideset drugi „al treizeci și doilea”.

##### Numeralele colective
Primele două astfel de numerale sunt dvoje „doi” și troje „trei”. Celelalte se formează cu sufixul -oro: četvoro „patru”, petoro „cinci” etc. Se folosesc:
- cu substantivele colective: troje dece „trei copii”;
- pentru a desemna grupuri de persoane de sexe diferite: nas dvoje „noi doi” (de sexe diferite), osmoro učenika „opt elevi” (băieți și fete).

Cu aceste numerale, substantivul/adjectivul este la genitiv singular.

##### Substantive numerale
În această categorie intră trei feluri de substantive, derivate de la numeralele cardinale, ordinale, respectiv colective.
Numeralele aproximative se formează cu sufixul -ak de la numeralele cardinale corespunzătoare numerelor 10, 12, 15, zecilor și sutelor. Astfel sunt desetak „vreo zece”, dvanaestak „o duzină”, petnaestak „vreo cincisprezece”, dvadesetak „vreo douăzeci”, stotinak „vreo sută”, dvestotinak „vreo două sute” etc. Se construiesc cu substantivul/adjectivul la genitiv plural.
Numeralele fracționare sunt derivate de la cele ordinale cu sufixul -ina: trećina „treime”, četvrtina „pătrime”, petina „cincime” etc. Lui „jumătate” îi corespunde polovina.
Substantive formate cu sufixul -ica de la numeralele colective sunt dvojica, trojica, četvorica etc. Se folosesc numai cu nume de persoane de sex masculin sau cu pronume care se referă la asemenea nume: nas dvojica „noi doi” (bărbați), spre deosebire de nas dvoje „noi doi” (un bărbat și o femeie). Pot înlocui numeralele cardinale, dar față de majoritatea acestora, care sunt invariabile, cele cu -ica se declină ca orice substantiv de declinarea a II-a. Pronumele personale stau înaintea lor la cazul genitiv, iar substantivul/adjectivul după ele, la genitiv plural: Došao je s petoricom drugova „A venit cu cinci prieteni”.

##### Numele cifrelor
Fiecare cifră are un nume de genul feminin: jedinica, dvojka, trojka,  četvorka, petica etc. Exemplu în propoziție: Dobio sam dvojku iz matematike „Am luat (un) doi la matematică”.

#### Verbul

##### Aspectele verbelor
Ca în limbile slave în general, verbul se caracterizează și în limba sârbă prin categoria aspectului, exprimată sistematic din punct de vedere formal.
Un verb imperfectiv exprimă faptul că acțiunea era, este, va fi sau se dorește a fi în curs de desfășurare. Aproape toate verbele imperfective pot fi și iterative, adică să exprime efectuarea repetată a acțiunii. Exemple:
- Učenici pišu zadatak „Elevii își scriu tema” – acțiune în curs de desfășurare în prezent;
- Pio sam kavu i gledao prema moru „Beam cafea și priveam către mare” – în funcție de context, acțiuni în curs de desfășurare sau repetate în trecut;
- Pisaću ti svakog dana „Îți voi scrie în fiecare zi” – acțiune care se va repeta în viitor;
- Hoću da gledam televiziju „Vreau să mă uit la televizor” – acțiune care se dorește a fi în curs de desfășurare sau repetată.

Un verb perfectiv exprimă faptul că acțiunea a fost sau va fi terminată. Există mai multe subcategorii de asemenea verbe:
- verbe momentane, de exemplu udariti „a lovi”, skočiti „a sări”;
- verbe incoative, care exprimă începutul unei acțiuni: zaspati „a adormi”, zapevati „a începe a cânta”;
- verbe completive, care exprimă ducerea până la capăt a acțiunii: pojesti „a mânca (complet)”, napuniti „a umple”, pročitati „a citi (până la capăt)”, izgoreti „a arde complet” (intranzitiv);
- verbe intensive: zaigrati se „a (se) juca absorbit în joc, uitând de vreme”, uležati se „a sta culcat vreme îndelungată”;
- verbe sative, care exprimă ducerea acțiunii până la limita posibilă: najesti se „a se sătura”, naspavati se „a dormi pe săturate”, naigrati se „a se juca până la epuizare”.

În română, aceste aspecte se exprimă nesistematic la nivel gramatical, fiind implicite unor forme verbale temporale, numai la trecut: timpului imperfect (aspectul imperfectiv/iterativ); timpurilor perfect compus și perfect simplu (aspectul perfectiv). Pot fi de asemenea implicite sensului lexical al unor verbe: „a sări” (momentan), „a adormi” (incoativ), „a umple” (completiv), „a se sătura” (sativ).
Un verb perfectiv se folosește doar în mod excepțional cu forma de prezent în propoziții principale. Prezentul verbelor perfective se folosește în propoziții subordonate, referindu-se de fapt la viitor: Oni traže da pročitam knjigu „Ei cer să citesc cartea”, Ako pročitam knjigu, javiću vam „Dacă voi citi cartea, vă voi anunța”.
Unele verbe sunt cu aceeași formă imperfective sau perfective, de exemplu videti „a vedea”: Pred sobom je video beskrajnu ravnicu „Vedea înaintea sa o câmpie nesfârșită” (imperfectiv), Obradovao se kad me je video „S-a bucurat când m-a văzut” (perfectiv). De acest fel sunt mai ales verbe de origine străină: organizovati „a organiza”, formirati „a forma” etc. În schimb, majoritatea verbelor formează perechi imperfectiv–perfectiv. Perechea perfectivă a unui verb imperfectiv, respectiv a perechii imperfective a unui verb perfectiv se realizează prin diverse mijloace.
Uneori se formează un verb perfectiv cu același sens lexical ca al perechii sale imperfective, prin:
- adăugarea sufixului -nu-: dremati „a dormita” > dremnuti „a ațipi”;
- adăugarea unor prefixe:

- na-: pisati „a scrie” > napisati „a scrie (ceva complet)”;
- o-: stariti > ostariti „a îmbătrâni”;
- od-: igrati „a (se) juca” > odigrati „a juca (până la capăt)” (de exemplu o partidă);
- po-: gledati „a privi” > pogledati „a privi, a arunca o privire”;
- pro-: čitati „a citi” > pročitati „a citi (ceva până la capăt)”;
- sa-: kriti > sakriti „a ascunde”;
- u-: pitati „a întreba” > upitati „a pune o întrebare”;
- za-: čuditi se > začuditi se „a se mira”.

Alteori, de la un verb imperfectiv se obține, prin adăugarea unui prefix, un verb perfectiv cu un sens mai mult sau mai puțin apropiat de cel al verbului imperfectiv:
- pisati „a scrie” > dopisati „a adăuga în scris”, prepisati „a copia, a transcrie”;
- seći „a tăia” > odseći „a îndepărta prin tăiere”.

Verbe imperfective de la perfective se obțin în general prin:
- schimbarea terminației infinitivului -ati, -iti sau -eti cu -avati, -ivati, respectiv -evati: obećati > obećavati „a promite”, prepisati > prepisivati „a copia, a transcrie”, uspeti > uspevati „a reuși”;
- adăugarea silabei -ja- înaintea sufixului de infinitiv: ustati > ustajati „a se scula”;
- introducerea vocalei i în rădăcina verbului: ubrati > ubirati „a culege”;
- schimbarea în rădăcină a vocalei o în a, care duce și la schimbarea vocalei dinaintea sufixului de infinitiv: stvoriti > stvarati „a crea”.

Unele perechi imperfectiv–perfectiv se formează de la rădăcini diferite, prefixul/prefixele fiind acel(e)ași la ambele aspecte:
- dolaziti – doći „a veni”;
- nalaziti – naći „a găsi”;
- nadolaziti – nadoći „a crește, a se umfla” (cu două prefixe);
- izlaziti – izaći „a ieși”.

##### Conjugarea
Numărul claselor de conjugare sârbești este controversat. De exemplu, Moldovan și Radan 1996 ia în seamă șapte, iar Jolić 1972 – opt. În plus, la unele conjugări sunt și subclase, uneori foarte diferite între ele, de aceea unii lingviști, precum Ivan Klajn, consideră că nu se poate vorbi de clase de conjugare în sensul celor stabilite de exemplu pentru limbile romanice. Acesta împarte verbele regulate, după terminația infinitivului și a persoanei I singular a indicativului prezent, în 29 de tipuri de conjugare.
Exemplu de verb regulat la modurile și timpurile cele mai folosite:
| Mod         | Timp        | Formă                                                                         |
| ----------- | ----------- | ----------------------------------------------------------------------------- |
| Infinitiv   | Infinitiv   | tresti „a scutura”                                                            |
| Indicativ   | prezent     | tresem „scutur”                                                               |
| Indicativ   | prezent     | treseš                                                                        |
| Indicativ   | prezent     | trese                                                                         |
| Indicativ   | prezent     | tresemo                                                                       |
| Indicativ   | prezent     | tresete                                                                       |
| Indicativ   | prezent     | tresu                                                                         |
| Indicativ   | perfect     | tresao, tresla, treslo sam „scuturam”                                         |
| Indicativ   | perfect     | tresao, -la, -lo si                                                           |
| Indicativ   | perfect     | tresao, -la, -lo je                                                           |
| Indicativ   | perfect     | tresli, -le, -la smo                                                          |
| Indicativ   | perfect     | tresli, -le, -la ste                                                          |
| Indicativ   | perfect     | tresli, -le, -la su                                                           |
| Indicativ   | viitor I    | trešću „voi scutura”                                                          |
| Indicativ   | viitor I    | trešćeš                                                                       |
| Indicativ   | viitor I    | trešće                                                                        |
| Indicativ   | viitor I    | trešćemo                                                                      |
| Indicativ   | viitor I    | trešćete                                                                      |
| Indicativ   | viitor I    | trešće                                                                        |
| Condițional | Condițional | tresao, -la, -lo bih „aș scutura / aș fi scuturat”                            |
| Condițional | Condițional | tresao, -la, -lo bi                                                           |
| Condițional | Condițional | tresao, -la, -lo bi                                                           |
| Condițional | Condițional | tresli, -le, -la bismo                                                        |
| Condițional | Condițional | tresli, -le, -la biste                                                        |
| Condițional | Condițional | tresli, -le, -la bi                                                           |
| Imperativ   | Imperativ   | tresi! „scutură!”                                                             |
| Imperativ   | Imperativ   | neka trese!                                                                   |
| Imperativ   | Imperativ   | tresimo!                                                                      |
| Imperativ   | Imperativ   | tresite!                                                                      |
| Imperativ   | Imperativ   | neka tresu!                                                                   |
| Gerunziu    | prezent     | tresući „scuturând”                                                           |
| Gerunziu    | trecut      | potresavši sau potresav                                                       |
| Participiu  | activ       | tresao, -la, -lo, -li, -le, -la                                               |
| Participiu  | pasiv       | tresen, tresena, treseno, treseni, tresene, tresena „scuturat, -tă, -ți, -te” |

Observații referitoare la formele verbale:
1. Verbul auxiliar biti „a fi” este neregulat. La indicativ prezent, aspectul perfectiv, are forma budem etc., iar perechea sa imperfectivă are la același mod și timp, cu o rădăcină aparte, forma jesam etc..
2. Verbul auxiliar al perfectului este biti la forma de indicativ prezent, aspectul imperfectiv, jesam, care are și forme scurte, neaccentuate, cele care apar mai sus.
3. La perfect, persoana a III-a singular a verbelor cu pronume reflexiv, auxiliarul je se omite aproape totdeauna: On se rodio 1797. godine „El s-a născut în anul 1797”.
4. La condițional, verbul auxiliar biti este la aorist (vezi mai jos Forme mai puțin folosite).
5. La formele compuse cu auxiliarul biti (perfect și condițional), participiul activ se acordă în gen și număr cu subiectul.
6. Viitorul I se formează în general cu forma scurtă a verbului hteti „a vrea” la prezent, adăugată la infinitivul fără terminația -ti a verbului cu sens lexical. (Pevaćeš „Vei cânta”), dar în prezența unui subiect exprimat printr-un cuvânt aparte, auxiliarul se detașează de verb, care ia în acest caz forma de infinitiv, și auxiliarul se plasează înaintea acesteia: Ti ćeš pevati „Tu vei cânta”.
7. La formele compuse, verbul cu sens lexical se poate omite pentru a se evita repetarea sa, mai ales în dialoguri. Exemple:
– la perfect: Ja nisam ništa pio te noći, ali moji drugovi jesu „Eu n-am băut nimic în noaptea aceea, dar prietenii mei au băut”;
– la viitor: – Hoćeš li raditi sutra? – Neću. „Ai să lucrezi mâine? – N-am să lucrez”;
– la condițional: – Biste li hteli malo torte? – Hvala, ne bih. „– Ați dori un pic de tort? – Mulțumesc, nu doresc”.
8. Ordinul și interdicția referitoare la persoana a III-a se exprimă cu conjuncția nek(a) + forma de indicativ prezent: Neka uđe taj gospodin „Să intre domnul acela”.
Particularități de folosire a formelor verbale:
1. Precedat de conjuncția da, forma de perfect poate fi folosită în locul celei de imperativ, exprimând un ordin sau o interdicție mai energică decât aceasta: Smesta da si došao! „Să vii imediat!”, Da se nisi makao! „Să nu te miști!”
2. Conjunctivului prezent românesc îi corespunde indicativul prezent precedat de conjuncția da: Hoću da pevaš „Vreau să cânți”.
3. O folosire specială a formei de condițional, fără înțelesul său de bază, este pentru exprimarea unei acțiuni repetate în trecut: Što bi zaradio, to bi odmah i potrošio… „Ce câștiga, îndată și cheltuia…”.
4. Participiul activ se folosește în principal ca element component al unor forme compuse: perfect, condițional etc. Mai rar poate fi folosit și fără verb auxiliar, de exemplu în urări (Dobro nam došli! „Bine ați venit!”) sau în blesteme: Đavo te odneo! „Lua-te-ar dracu'!”
5. Participiul pasiv este cel care se folosește și cu valoare de adjectiv. În domeniul verbului se utilizează la exprimarea diatezei pasive. Particularitatea acesteia în limba sârbă este că verbul biti „a fi” este folosit numai la prezent. Are valoare de prezent dacă exprimă o stare sau o însușire (Vrata su otvorena „Poarta e deschisă”) și de trecut dacă exprimă o acțiune: Škola je otvorena 1932. godine „Școala a fost deschisă în anul 1932”.
6. Gerunziu prezent pot avea numai verbele imperfective, iar gerunziu trecut – de regulă numai verbele perfective. Cel prezent exprimă o acțiune sau o stare a subiectului simultană cu cea exprimată de predicat (Sedeći na terasi, mogla je sve da vidi „Șezând pe terasă, putea vedea totul”), iar cel trecut – o acțiune sau o stare anterioară celei exprimate de predicat: Zauzeli su prvo mesto na tabeli pobedivši sve protivnike „Au ocupat locul întâi în clasament învingându-i pe toți adversarii”.

Forme mai puțin folosite:
- Aoristul [tresoh „(eu) scuturai”], corespunzător perfectului simplu din  limba română, este folosit în narațiunea literară pentru exprimarea acțiunilor trecute terminate, ca în română. În limba vorbită, cu aceeași valoare se folosește perfectul compus al verbelor perfective.
- Imperfectul (tresijah „scuturam”) este folosit numai în limba literară și în unele enunțuri fixe, precum Gde to beše? „Unde era asta?”. În locul imperfectului se folosește perfectul compus al verbelor imperfective.
- Mai mult ca perfectul se formează în două feluri: din perfectul compus al verbului biti „a fi” + participiul activ sau din imperfectul verbului biti + participiul activ: Već je bio ostario / bejaše ostario a oči ga nisu služile kao ranije „Îmbătrânise deja și ochii nu-l mai slujeau ca mai demult”. Exprimă anterioritatea unei acțiuni față de altă acțiune din trecut, dar este învechit, fiind înlocuit în limba actuală de perfect. A doua formă este și mai învechită decât prima.
- Viitorul II se formează din prezentul imperfectiv al verbului biti „a fi” + participiul activ: budem tresao. Se folosește numai în propoziții subordonate. Cel al verbelor imperfective exprimă o acțiune simultană cu altă acțiune viitoare, exprimată la viitorul I: Spremiću stan dok ti budeš spavao „Voi deretica în locuință în timp ce tu vei dormi”. Cel al verbelor perfective exprimă o acțiune viitoare anterioară altei acțiuni viitoare (Uzmi ono što budeš našao „Ia ce vei găsi”), cu excepția folosirii sale pentru predicatul propoziției introduse prin locuțiunea conjuncțională pre nego što, când exprimă o acțiune viitoare posterioară altei acțiuni viitoare: Pre nego što budem pošla, javiću vam se „Înainte de a pleca, vă voi anunța”. În majoritatea cazurilor, viitorul II se poate înlocui cu prezentul verbului de același aspect.
- Condiționalul are și un timp trecut, rar folosit în limba actuală, format din condiționalul verbului biti și participiul activ al verbului cu sens lexical. Valoarea sa este redată tot de condiționalul prezentat mai sus. Trecutul se distinge de prezent prin context. De exemplu, în loc de Bio bih došao da ste me zvali se spune Došao bih da ste me zvali „Aș fi venit dacă m-ați fi chemat”.

##### Forma negativă
În general, verbul este negat cu particula ne plasată înaintea sa: ne tresem „nu scutur”, ne bih tresao „n-aș scutura”.
La forma de gerunziu și cea de participiu pasiv, negația formează un singur cuvânt cu verbul: netresući „nescuturând”, netresen „nescuturat”.
La indicativul prezent al verbelor imati „a avea”, hteti „a vrea” și biti „a fi”, negația înlocuiește prima silabă a verbului, cu biti negația având varianta ni-. Exemple: imam – nemam „nu am”, hoću – neću „nu vreau”, jesam – nisam „(eu) nu sunt”.
La viitor, forma negativă, auxiliarul se detașează de verb: pevaću – neću pevati „nu voi cânta”.
Imperativul negativ se poate forma în trei feluri:
- Cel mai adesea se folosesc, atât cu verbe imperfective, cât și cu perfective, două construcții cu verbul defectiv nemoj, analog cu don't din limba engleză:

- urmat de infinitivul verbului negat: Nemoj / Nemojmo / Nemojte tresti! „Nu scutura!”, „Să nu scuturăm!”, „Nu scuturați”;
- urmat de conjuncția da + indicativul prezent al verbului negat: Nemoj da treseš! / Nemojmo da tresemo! / Nemojte da tresete!;

- Construcția ne + forma pozitivă a imperativului se folosește de regulă cu verbe imperfective: Ne tresi! / Ne tresimo! / Ne tresite!

#### Adverbul
Ca în limba română, și în sârbă există adverbe primare, precum sad(a) „acum” și tamo „acolo”, dar majoritatea provin din alte părți de vorbire, în primul rând din adjective:
- Cel mai adesea se folosește și ca adverb forma de nominativ singular neutru a unor adjective cu formă scurtă: brz avion „avion rapid” > Avion brzo leti „Avionul zboară repede”. La fel devine adverb și forma de participiu pasiv a unor verbe: preteran, -a, -o „exagerat, -ă” – preterano glasan „exagerat de sonor”.
- Poate deveni adverb și forma de nominativ singular masculin a unor adjective cu formă lungă terminate în -skī, prin scurtarea lui ī: lavovskī „de leu” – Borio se lavovski „S-a luptat ca un leu”.

Unele adverbe pot fi grupate în sisteme. Asfel sunt cele de loc care exprimă trei grade de depărtare, ca și pronumele demonstrative:
| Întrebare                   | Locul apropiat de vorbitor | Locul apropiat de destinatar | Loc depărtat de vorbitor și de destinatar |
| --------------------------- | -------------------------- | ---------------------------- | ----------------------------------------- |
| gde? „unde?”                | ovde „aici”                | tu „aici/acolo”              | (onde), tamo „acolo”                      |
| (kamo?), kud(a)? „încotro?” | ovamo „încoace”            | tamo „încoace/încolo”        | onamo „încolo”                            |
| kud(a)? „pe unde?”          | ovuda „pe aici”            | tuda „pe aici/acolo”         | onuda „pe acolo”                          |

În limba mai veche acest sistem era mai coerent, fiind folosite cuvintele din paranteze acolo unde apar două cuvinte. În limba actuală kud(a)? se folosește cu două sensuri („pe unde?” și „încotro?”), la fel și tamo („încoace/încolo” aproape de destinatar și „acolo” departe de vorbitor și de destinatar).
Există tot un sistem triplu de adverbe de mod și de cantitate:
| kako? „cum?”   | ovako „așa” (ca aproape de vorbitor)          | tako „așa” (ca aproape de destinatar)          | onako „așa” (ca departe de vorbitor și de destinatar)          |
| koliko? „cât?” | ovoliko „atât” (cât este aproape de vorbitor) | toliko „atât” (cât este aproape de destinatar) | onoliko „atât” (cât este departe de vorbitor și de destinatar) |

Formele tako și toliko se folosesc și când nu este precizată relația cu locul: Kako je želeo, tako mu se i dogodilo „Cum a vrut, așa i s-a și întâmplat”, Primera ima toliko, da ih je teško nabrojati „Sunt atâtea exemple, încât sunt greu de enumerat”.
Unele adverbe de loc, de timp și de mod nehotărâte se constituie cu aceleași elemente prime de formare ca pronumele nehotărâte corespunzătoare:
| gde? „unde?”                           | kud(a)? „încotro?”              | kad(a)? „când?”            | kako? „cum?”         |
| -------------------------------------- | ------------------------------- | -------------------------- | -------------------- |
| negde „undeva”                         | nekud(a) „încotrova”            | nekad(a) „cândva”          | nekako „cumva”       |
| (svagde), svud(a) „peste tot, oriunde” | (svukuda), svud(a) „oriîncotro” | (svagda), uvek „oricând”   | svakako „oricum”     |
| nigde „niciunde”                       | nikud(a) „niciunde”             | nikad(a) „nicicând”        | nikako „nicicum”     |
| igde „(vre)undeva”                     | ikuda(a) „(vre)undeva”          | ikad(a) „cândva, vreodată” | ikako „în vreun fel” |

Și dintre acestea, unele adverbe (cele din paranteze) sunt învechite, fiind înlocuite cu altele. Astfel, svud(a) „oriîncotro” are și sensul „oriunde”, iar „oricând” se exprimă cu uvek, care înseamnă și „totdeauna, mereu”.
Adverbele formate cu i- se folosesc în propoziții interogative și în subordonate condiționale: Jesi li ga igde video? „L-ai văzut undeva?”, Da sam ikako mogao, došao bih „Dacă aș fi putut în vreun fel, aș fi venit”.
Adverbe compuse se formează în general dintr-o prepoziție și un adverb sau un cuvânt altă parte de vorbire:
- za „pentru” + adverbul malo „puțin” > zamalo „aproape, cât pe ce”;
- s „de pe” + substantivul mesto „loc” > smesta „imediat, pe loc”;
- na „pe” + adjectivul veliko „mare” > naveliko „în masă, în stil mare”.

În unele adverbe astfel formate cu adverbe de loc, acestea își schimbă forma: do „până la” + gde „unde” > dokle „până când, până unde”, od „de la” + ovde „aici” > odavde „de aici” etc.
Adverbele de mod, de cantitate și unele de timp și de loc au grade de comparație. Comparativul de superioritate are forma comparativului adjectivelor corespunzătoare la nominativ neutru singular, iar superlativul relativ de superioritate se formează cu același prefix. Exemplu: brzo „repede” > brže „mai repede” > najbrže „cel mai repede”. Câteva adverbe au drept comparativ alt cuvânt: dobro „bine” – bolje „mai bine”, mnogo „mult” – više „mai mult”, malo „puțin” – manje „mai puțin”, loše „rău” – gore „mai rău”.

#### Prepoziția
Pot fi deosebite cuvinte care se folosesc exclusiv ca prepoziții (bez „fără”, k(a) „spre”, na „pe” etc.) și altele care au ca funcție secundară cea de prepoziție. Acestea pot fi:
- adverbe, de exemplu posle: Posle smo otišli na večeru „După aceea am mers la cină” – Naći ćemo se posle časa „Ne vom întâlni după un moment”;
- substantive la nominativ singular: mesto „loc” – Uradiću to mesto tebe „Voi face asta în locul tău”;
- substantive la instrumental singular: pomoć „ajutor” – Krug se crta pomoću šestara „Cercul se desenează cu ajutorul compasului”.

Sunt și prepoziții compuse din:
- două prepoziții: iz „din” + među „între” > između „dintre”;
- prepoziție și substantiv: na „la” + kraj „capăt” > nakraj „la capătul”.

Prepoziția se folosește înaintea unui grup nominal pentru a forma un atribut substantival sau pronominal, ori un complement. Elementele nominale ale acestuia trebuie să fie la un anumit caz (în afară de nominativ și vocativ), cel cerut de prepoziție. Cele mai multe prepoziții se folosesc cu un singur caz:
- cu genitivul: bez „fără”; blizu „în apropierea”; do „până la”; duž „de-a lungul, în lungul”; ispod „sub, de sub”; ispred „în fața, din fața”; iz „din, de la”; iza „dincolo de, în spatele”; između „între, dintre, printre”; iznad „deasupra, de deasupra”; kod „la, lângă”; pored „alături de”; posle „după” (în timp); pre „înainte de” (în timp); protiv „împotriva”; radi „în scopul”; umesto „în locul”; usred „în mijlocul”; zbog „din cauza”;
- cu dativul: k(a) „spre”;
- cu acuzativul: kroz „prin, printre, peste”; niz(a) „în josul”; uz(a) „lângă, aproape de, în apropiere de, în preajma, în susul, în contra, cu, alături de”;
- cu locativul: pri „cu ocazia”, „în momentul”, „(de) pe lângă”.

Alte prepoziții se folosesc cu două sau chiar trei cazuri, în funcție de sens sau de natura verbului regent:
| Prepoziție | Caz          | Condiții de folosire                                          | Exemplu                                           |
| ---------- | ------------ | ------------------------------------------------------------- | ------------------------------------------------- |
| među       | acuzativ     | cu verb care exprimă deplasarea spre un loc                   | ići među ljude „a merge între oameni”             |
| među       | instrumental | cu verb care nu exprimă deplasarea sau deplasarea spre un loc | biti među ljudima „a fi între oameni”             |
| na         | acuzativ     | cu verb care exprimă deplasarea spre un loc                   | postaviti na sto „a pune pe masă”                 |
| na         | locativ      | cu verb care nu exprimă deplasarea sau deplasarea spre un loc | biti na stolu „a fi pe masă”                      |
| nad(a)     | acuzativ     | cu verb care exprimă deplasarea spre un loc                   | uzdigati se nad more „a se ridica deasupra mării” |
| nad(a)     | instrumental | cu verb care nu exprimă deplasarea sau deplasarea spre un loc | nalaziti se nad morem „a se găsi deasupra mării”  |
| o          | acuzativ     |                                                               | obesiti o nešto „a agăța de ceva”                 |
| o          | locativ      |                                                               | govoriti o nečemu „a vorbi despre ceva”           |
| pod(a)     | acuzativ     | cu verb care exprimă deplasarea spre un loc                   | padati pod stolicu „a cădea sub scaun”            |
| pod(a)     | instrumental | cu verb care nu exprimă deplasarea sau deplasarea spre un loc | ležati pod stolicom „a sta culcat sub scaun”      |
| pred(a)    | acuzativ     | cu verb care exprimă mișcarea                                 | pozoviti pred kralja „a chema în fața regelui”    |
| pred(a)    | instrumental | cu verb care nu exprimă deplasarea sau deplasarea spre un loc | govoriti pred kraljem „a vorbi în fața regelui”   |
| s(a)       | genitiv      |                                                               | skočiti sa stola „a sări de pe masă”              |
| s(a)       | instrumental | cu substantive animate                                        | s mužem „cu soțul”                                |
| u          | genitiv      |                                                               | u Branka Ćopića „la Branko Ćopić” (în opera lui)  |
| u          | acuzativ     | cu verb care exprimă deplasarea spre un loc                   | ići u selo „a merge în sat”                       |
| u          | locativ      | cu verb care nu exprimă deplasarea sau deplasarea spre un loc | živeti u selu „a trăi în sat”                     |
| za         | acuzativ     |                                                               | za profesora „pentru profesor”                    |
| za         | instrumental |                                                               | za profesorom „în spatele / în urma profesorului” |
| za         | genitiv      |                                                               | za života „tot timpul vieții”                     |

Observație: În cazul unor prepoziții există alternanță a ~ ∅. Vocala a este adăugată prepoziției cu scopul pronunțării mai ușoare, atunci când cuvântul următor începe cu aceeași consoană ca cea cu care se termină prepoziția, cu o consoană de același tip sau cu un grup de consoane: s majkom „cu mama”, dar sa sestrom „cu sora”; pred tobom „în fața ta”, dar preda mnom „în fața mea”.

#### Conjuncția
Pe lângă conjuncții primare (i „și”, ili „sau”, ako „dacă” etc.), există și unele care sunt adverbe la origine, de exemplu kad(a) „când”: Kad se vraćaš? (adverb) „Când te întorci?” vs. Razgovaraćemo kad se budem vratio (conjuncție) „Vom sta de vorbă când mă voi fi întors”.
Locuțiuni conjuncționale sunt kao da „ca și cum”, zato što „pentru că”, zbog toga što „din cauză că” etc.
Particularități de folosire:
- Conjuncția a corespunde în general celei românești „iar” (Mališan recituje a njegova sestra peva „Micuțul recită, iar sora lui cântă”), dar se folosește cu sensul lui i „și” dacă propoziția care o urmează conține i cu sensul „de asemenea” sau conjuncția ni „nici”: Juče je padala kiša a i danas će „Ieri a plouat și și astăzi va ploua”, Juče nije padala kiša a ni danas neće „Ieri n-a plouat și nici astăzi nu va ploua”.
- Locuțiunea a da are sensul „fără (ca) să”: Prešao je granicu a da mu nisu tražili pasoš „A trecut granița fără să i se ceară pașaportul”.
- Conjuncția pa are sensul apropiat de „și”, folosindu-se la:

- exprimarea succesiunii: Operi prednje pa zadnje staklo „Spală parbrizul și apoi luneta”;
- exprimarea consecinței: Radili su pa se umorili „Au lucrat și au obosit”;
- enumerare: Najbliži Suncu je Merkur, pa Venera, pa Zemlja… „Cele mai aproape de Soare sunt Mercur, apoi Venus, apoi Pământul…”

- Conjuncțiile što și, mai rar, da pot fi corelate cu pronumele demonstrativ to, care face parte din propoziția principală și le stă imediat înainte: To što voli da crta ne znači da će biti slikar „Faptul că-i place să deseneze nu înseamnă că va fi pictor” (literal „Aceea că…”), Nije bilo reči o tome da se kandidati sami sebe predlažu „Nu a fost vorba să se propună candidații pe ei înșiși” (lit. „… despre aceea ca…”).
- Conjuncțiile kao și nego singure sunt urmate de părți de propoziție. Propoziții leagă locuțiunile formate de ele cu što și cu da:

Zaposlio se kao prodavac „S-a angajat ca vânzător” vs. Došao sam kao što sam obećao „Am venit așa cum am promis”;
Imaš više sreće nego pameti „Ai mai mult noroc decât minte” vs. Platio si više nego što je trebalo „Ai plătit mai mult decât trebuia”, Bolje je da se vratimo nego da uzalud čekamo „E mai bine să ne întoarcem, decât să așteptăm în zadar”.

#### Particula
Particula este considerată în gramaticile sârbești o parte de vorbire aparte. Este definită ca un cuvânt invariabil care indică atitudinea vorbitorului față de conținutul exprimării. Multora dintre ele în gramaticile limbii române le corespund adverbe.
Sensul particulelor depinde în general de împrejurările concrete ale comunicării. De exemplu, cuvântul samo poate servi la:
- atragerea atenției: Samo da znaš šta sam juče video! „De-ai ști ce-am văzut ieri!”
- amenințare: Samo da mi dođi kasno! „Numai să-mi vii târziu!”
- exprimarea dorinței: Samo da mi se on vrati! „Numai de s-ar întoarce la mine!”

Particulele cele mai frecvente:
- particule de precizare: baš „tocmai”, i „și”, upravo „tocmai”, taman „chiar, tocmai”. Exemplu în propoziție: Baš meni se to moralo desiti! „Tocmai mie a trebuit să mi se întâmple!”;
- particule modale: besumnje „fără îndoială”, dakako „sigur”, jedva „abia”, možda „poate”, naprotiv „dimpotrivă”, nipošto „nicidecum”, sigurno „sigur”, uistinu „într-adevăr”, umalo „aproape”, valjda „poate”, verovatno „probabil”, zaista „într-adevăr”. În propoziții: – Hoćeš li sutra doći? – Dakako da ću doći „– Vii mâine? – Sigur că vin”; Ceo dan učiš, sigurno si umoran „Înveți toată ziua, sigur ești obosit”; Umalo da zaboravim pasoš „Era să-mi uit pașaportul”;
- particule prezentative: evo, eto, eno „iată, uite”. Exprimă trei grade de depărtare, ca pronumele-adjective demonstrative: Evo me, stigao sam „Iată-mă, am sosit”; – Gde su mi naočari? – Eto ih kraj tebe „– Unde-mi sunt ochelarii? – Uite-i lângă tine”; Eno starica pred vratima „Iată bătrâna în fața porții”.
- particule interogative[62]:

- Particulele li și da li exprimă interogația totală, prima plasată după predicat, a doua la începutul propoziției: Mogu li da uđem? sau Da li mogu da uđem? „Pot să intru?”
- Particula li se folosește și după cuvinte interogative în interogația parțială, întărind-o: Gde li sam ostavio ključeve? „Unde oare am lăsat cheile?”
- Particula zar exprimă:

– mirare: Zar je već podne? „Ce, e deja amiază?”;
– așteptarea unui răspuns negativ, când întrebarea este la forma pozitivă: Zar želiš da nastradaš? „Ce, vrei să te prăpădești?”;
– așteptarea unui răspuns pozitiv, când întrebarea este negativă: Zar nisam lep? „Nu sunt frumos?”
- particule exclamative: a, ala, ama, da, ma, ta. În propoziții: Ala smo se lepo proveli! „Ce bine am petrecut!”, Ama čoveče, slušaj me! „Omule, ascultă-mă!”[63], Da si mi zdrav! „Să fii sănătos!”, Ma nemoj! „Ce vorbești?!”[63], Ta vi se šalite! „Dumneata glumești!”[63];
- particule afirmative: da „da”, dabome „bineînțeles”, dakako „sigur”. În propoziție: Da, doćiću „Da, voi veni”;
- particule negative: ne „nu”, ni „nici”. În propoziții: Dolazi on, ali ne tako često „Vine el, dar nu prea des”, Ni ja tu ništa ne mogu učiniti „Nici eu nu pot face nimic”;
- particule restrictive: bar „măcar”, jedino „numai”, samo „numai”. În propoziție: Samo ti možeš da mi pomogneš „Numai tu poți să mă ajuți”;
- particule imperative: neka, već. În propoziții: Neka dođe on! „Să vină el!”, Prestani već s tim plakanjem! „Termină odată cu plânsul!”

Unele particule pot constitui propoziții într-un dialog. În această categorie de particule sunt incluse și unele grupuri de cuvinte: Kako da ne!, Nego šta!, Nego kako! (toate trei având sensul „Cum să nu!”)

### Sintaxă
Această secțiune prezintă principalele caracterictici ale sintaxei limbii sârbe în comparație cu cele ale românei, privitor la tipurile de propoziții, părțile de propoziție, topica în aceasta și câteva propoziții subordonate.

#### Propoziția

##### Tipurile de propoziție independentă
Propoziția interogativă se obține din propoziție enunțiativă cu două construcții prin care se realizează o întrebare totală:
1. Locul subiectului și al predicatului se inversează, în care caz, după predicat, la formele verbale simple sau după verbul auxiliar la formele compuse se plasează obligatoriu particula li. Verbul auxiliar se folosește la forma sa accentuată: Spavaju li deca? „Dorm copiii?”, Jesam li dobro uradio? „Am făcut bine?”, Hoće li brzo ozdraviti? „Se va vindeca repede?”
2. Înaintea propoziției enunțiative se plasează particula da li: Da li deca spavaju?, Da li sam dobro uradio?, Da li će brzo ozdraviti? Dacă predicatul are un complement exprimat prin pronume personal de formă neaccentuată, acesta urmează imediat după particulă: Da li ga poznaješ? „Îl cunoști?”

Propoziția negativă se obține prin negarea predicatului cu particula negativă ne antepusă. Aceasta formează un singur cuvânt cu verbele imati „a avea”, biti „a fi” și hteti „a vrea” la indicativ prezent (vezi mai sus secțiunea Forma negativă). La formele verbale compuse, verbul auxiliar neaccentuat urmează imediat după ne. Exemple: Lift ne radi „Liftul nu funcționează”, Ne biste dugo čekali „Nu ați aștepta mult”.
Propoziția interogativ-negativă se construiește de preferință cu particula li: Ne biste li hteli malo torte? „Nu ați dori un pic de tort?”, Nismo li se već negde videli? „Oare nu ne-am mai văzut noi undeva?”
La interogativ-negativ se mai folosește și particula zar, care exprimă faptul că un răspuns negativ la întrebare i s-ar părea neverosimil vorbitorului. Exemple: Zar deca ne spavaju? „Chiar / Vrei să spui că nu dorm copiii?”, Zar juče nije padao sneg? „Ce! N-a nins ieri?”
Propoziția exclamativă se poate realiza nu numai prin intonație, ci și cu ajutorul unor particule specifice (vezi exemple în secțiunea Particula).

##### Părți de propoziție
Subiectul gramatical exprimat prin substantiv sau pronume este la nominativ. Există și subiect numit „logic”, care este la alt caz:
- genitiv, predicatul fiind verbul biti „a fi” sau imati „a avea” cu sens existențial: Biće velikih iznenađenja „Vor fi surprize mari”, Ima hrane za sve „Este mâncare pentru toți”;
- dativ, predicatul fiind un verb folosit impersonal, care exprimă o senzație subiectivă: Vojnicima je hladno „Soldaților le este frig”, Detetu se spava „Copilului îi este somn” (lit. „Copilului se doarme”);
- acuzativ, exprimat prin pronume, predicatul fiind verbul biti sau altul, care exprimă un simțământ subiectiv, de obicei negativ: Sve nas je strah „Tuturor ne este frică”, Sram neka ih bude! „Să le fie rușine!”

Predicatul se acordă de regulă cu subiectul în persoană, număr și gen. În această ultimă categorie se acordă nu numai participiul pasiv (folosit la diateza pasivă), ci și cel activ folosit la timpurile compuse cu acesta: Ptice su letele „Păsările zburau”. Lipsește însă acordul în construcția prezentativă cu pronume demonstrativ ca subiect, care rămâne invariabil, la nominativ singular neutru, și predicatul nominal cu verbul copulativ biti: Ovo je moja ćerka „Aceasta e fiica mea”.
Numele predicativ al predicatului nominal cu verbul copulativ biti este de regulă la nominativ (Moj brat je inženjer „Fratele meu e inginer”), iar uneori la genitiv cu sau fără prepoziție: Narukvica je od srebra „Brățara e din argint”, Deda je uvek bio dobre volje „Bunicul era totdeauna binevoitor”. Când se exprimă prin adjectiv, acesta trebuie să fie nedefinit, adică de formă scurtă, dacă are asemenea formă: Vaš predlog je zanimljiv „Propunerea dv. e interesantă”.
Cu alte verbe numite copulative decât biti se folosește o parte de vorbire numită predikativna dopuna sau predikativ care este cel mai adesea la nominativ (Zovem se Marija „Mă numesc Marija”), dar poate fi și la alte cazuri:
- acuzativ cu sau fără prepoziție: Smatraju me za grešnicu „(Ei) mă consideră o păcătoasă”, Poslednja odluka predstavlja izmenu propisa „Ultima hotărâre reprezintă schimbarea regulamentului”;
- instrumental: Odgovor mi se čini ispravnom „Răspunsul mi se pare corect”.

Complementul direct este de regulă la acuzativ fără prepoziție, dar este la genitiv în următoarele cazuri:
- când se subînțelege o cantitate nedeterminată a ceea ce numește complementul (genitiv numit „partitiv”): Kupiću hleba i vina „Voi cumpăra pâine și vin”, Imate li vremena? „Aveți timp?”;
- cu verbul regent la negativ: Ne vidim načina da se to uradi „Nu văd niciun mod să se facă aceasta”.

Complementul indirect poate fi la orice caz, în afară de nominativ și vocativ:
- genitiv:

- fără prepoziție: Više ga se ne plašim „Nu mă mai tem de el”;
- cu prepoziție: Sve zavisi od rezultata „Totul depinde de rezultat”;

- dativ: Verujte stručnjaku „Aveți încredere în specialist”;
- acuzativ cu prepoziție: Nisam mislio na vas „Nu m-am gândit la voi”;
- instrumental:

- fără prepoziție: Vladao je ogromnim carstvom „Stăpânea o împărăție uriașă”;
- cu prepoziție: Nemojte žaliti za prošlošću „Să nu vă pară rău după trecut”;

- locativ: O čemu govoriš? „Despre ce vorbești?”

În privința complementului circumstanțial de loc exprimat prin substantiv sau pronume, este de menționat folosirea cazurilor acuzativ și locativ. Primul se folosește cu verbe care exprimă deplasarea spre un loc, al doilea – cu verbe care nu exprimă deplasarea spre un loc (vezi mai sus Prepoziția).
Complementul de agent este doar uneori folosit în limba sârbă, dacă agentul este un inanimat. Cazul său este instrumentalul: Grad je pogođen zemljotresom „Orașul a fost lovit de cutremur”.
Adjectivele care pot avea complement își au regimul lor, adică cer un anumit caz. De exemplu, željan „doritor” cere genitivul fără prepoziție (željan promena „doritor de schimbări”), umoran „obosit” – genitivul cu prepoziția od (umoran od napora „obosit de efort”), siguran „sigur” – acuzativul cu prepoziția u (siguran u sebe „sigur de sine”), adjectivele la comparativ – genitivul cu prepoziția od: skuplji od zlata „mai scump decât aurul” etc.
Atributul substantival sau pronominal al substantivelor care denumesc acțiuni prezintă următoarele caracteristici:
- Dacă substantivul provine de la un verb intranzitiv, atributul său este la același caz ca și complementul exprimat prin substantiv sau pronume al verbului respectiv: izviniti se čitaocima „a se scuza față de cititori” – izvinjenje čitaocima „scuză față de cititori”, pasti s krova „a cădea de pe acoperiș” – pad s krova „cădere de pe acoperiș”.
- Dacă substantivul provine de la un (tranzitiv (care are complementul direct la acuzativ fără prepoziție), atributul este în general la genitiv fără prepoziție (uvoziti hranu „a importa alimente” – uvoz hrane „import de alimente”), iar uneori la un caz cu prepoziție: želeti promene „a dori schimbări” – želja za promenama „dorința de schimbări”.

Elementul predicativ suplimentar exprimat prin adjectiv poate fi numai la forma scurtă, dacă are asemenea formă: Otac se iscrplen srušio na ležaj „Tata s-a prăbușit epuizat pe pat” (adjectiv cu formă scurtă), Naši su prvi stigli na cilj, a vaši poslednji „Ai noștri au ajuns primii la linia de sosire, ai voștri ultimii” (adjective cu formă lungă, deoarece nu au formă scurtă).
Partea de propoziție numită apozitiv este considerată de Ivan Klajn de tranziție între elementul predicativ suplimentar și partea de propoziție numită apozicija. Apozitiv-ul este separat de restul propoziției prin pauze și prin intonație (în scris prin virgule). Exemple: Vlažna od kiše, zemlja se ugibala pod nogama „Ud de ploaie, pământul se afunda sub picioare”, Moj kolega, iznenađen, nije stigao da reaguje „Colegul meu, surprins, n-a ajuns să reacționeze”.
Apozicija „apoziția” Klajn o înțelege exprimată numai prin substantiv neseparat prin pauze și prin intonație. Se acordă în general în gen, număr și caz cu substantivul pe lângă care stă (doktor Simić „doctor Simić” – s doktorom Simićem „cu doctorul Simić”), dar în unele cazuri rămâne invariabilă:
- numele de familie ale persoanelor de sex feminin, spre deosebire de alte limbi slave, precum rusa: doktorka Simić „doctorița Simić” – s doktorkom Simić „cu doctorița Simić”;
- unele denumiri, acestea scriindu-se cu ghilimele: u hotelu „Union” „la hotelul Union”;
- denumirile geografice mai puțin cunoscute: na reci Orinoko „pe fluviul Orinoco” (vs. na reci Dunavu „pe fluviul Dunărea”, cu apoziția acordată).

##### Topica în propoziție
Topica depinde de rolul semantic, de temă  sau de remă, care i se dă uneia sau alteia din părțile propoziției și/sau de intenția vorbitorului de a scoate sau nu în evidență o parte sau alta.
Deși în limba sârbă topica este destul de liberă, ea rămâne o limbă SVO, adică topica este subiect + predicat + complement direct sau indirect, în următoarele condiții:
1. Și subiectul și complementul sunt cunoscute de interlocutori, deci nu se pune problema rolurilor de temă și de remă.
2. Propoziția este enunțiativă pozitivă.
3. Subiectul este exprimat printr-un cuvânt aparte.
4. Predicatul constă dintr-un singur cuvânt și este exprimat prin verb.
5. În propoziție există un singur complement direct sau indirect, exprimat prin substantiv sau pronume.
6. Propoziția este neutră, adică nu este scoasă în evidență niciuna din părțile de propoziție.
7. Din punct de vedere prozodic, toate trei părțile de propoziție sunt accentuate.

Exemplu: Dečaci vole košarku „Băieților le place baschetul” (lit. „Băieții iubesc baschetul”).
Aceeași este topica dacă, rămânând îndeplinite condițiile 2-7, de exemplu propoziția de mai sus răspunde la întrebarea Šta rade dečaci? „Ce fac băieții?”, adică în răspuns, subiectul este tema, iar predicatul + complementul rema. De regulă tema precede rema.
În alte situații, topica poate fi diferită.
Locul predicatului scos în evidență
Pentru a-l scoate în evidență în propoziția de mai sus, predicatul poate fi pus la sfârșit: Košarku dečaci vole lit. „Baschetul băieții îl iubesc” (bunăoară față de un sport pe care îl fac fără să le placă). Cu același scop, dar cu alt înțeles, predicatul poate fi pe locul întâi: Vole dečaci košarku lit. „Iubesc băieții baschetul” (pentru a-i replica cuiva care susține contrariul).
Locul subiectului
Pentru a scoate în evidență subiectul opunându-l altui subiect eventual, acesta se plasează la sfârșitul propoziției: Košarku vole dečaci lit. „Baschetul îl iubesc băieții” (bunăoară față de fete, cărora nu le place).
Subiectul ajunge după predicat dacă este remă, chiar nefiind scos în evidență: Zvala te je neka žena „Te-a chemat o femeie” (răspuns la o posibilă întrebare „Cine m-a chemat?”). Este de asemenea după predicat în propozițiile incidente de după un citat: – Jeste li žedni? – upita domaćica „– Vă este sete? – întreabă gazda”.
Locul complementelor
Complementul direct apare înaintea predicatului dacă este temă: Papire će pokupiti čistačica „Hârtiile le va aduna femeia de serviciu” (răspuns la o posibilă întrebare „Ce va fi cu hârtiile?”).
Dacă predicatul are și complement direct, și complement indirect, de obicei cel care are grupul mai scurt îl precede pe celălalt: Šaljem rukopis uredniku književne revije „Stvarnost” „Trimit manuscrisul redactorului revistei literare Stvarnost”, Šaljem uredniku rukopis mog neobjavljenog romana „Trimit redactorului manuscrisul romanului meu nepublicat”.
Complementul direct sau indirect exprimat prin pronume personal fără prepoziție poate sta după sau înaintea predicatului, fie că este scos în evidență (formă accentuată) sau nu (formă neaccentuată). Exemple:
Ne vidim ga „Nu-l văd”;
Ne vidim njega „Nu-l văd pe el”;
Ja ga ne vidim „Eu nu-l văd”;
Ja njega ne vidim „Eu pe el nu-l văd”.
Acest tip de complemente poate sta pe primul loc în propoziție, în formă accentuată, astfel fiind scos în evidență: Meni su ništa rekli „Mie nu mi-au spus nimic”.
Complementul exprimat prin adverb stă de regulă înaintea verbului sau a adjectivului căruia i se subordonează: On mnogo zarađuje „El câștigă mult”, Emisija je vrlo zanimljiva „Emisiunea e foarte interesantă”. În propoziție negativă, se plasează mai frecvent după verb (On ne zarađuje mnogo „El nu câștigă mult”), dar poate sta și înaintea sa: On mnogo ne zarađuje. În propoziție interogativă cu particula li, stă obligatoriu după verb (Zarađuje li on mnogo? „Câștigă el mult?”), dar în cea cu da li rămâne înaintea verbului: Da li on mnogo zarađuje?
Complementul circumstanțial exprimat prin substantiv sau grup nominal stă după verb dacă nu este scos în evidență (Viđamo se svakog dana „Ne vedem în fiecare zi”), și înaintea verbului în cazul contrar: Svakog dana se viđamo „În fiecare zi ne vedem”.
Locul adjectivelor pronominale
Adjectivele pronominale stau de regulă înaintea substantivului din grupul nominal. Numai adjectivul posesiv stă după substantiv, dacă acesta este la vocativ: Slušaj, prijatelju moj! „Ascultă, prietene (al meu)!” Dacă substantivul este determinat de mai multe adjective pronominale, cel mai aproape de substantiv stă adjectivul posesiv, înaintea acestuia – adjectivul demonstrativ, interogativ sau nehotărât, iar înaintea acestora – adjectivul sav „tot” sau ceo „întreg, tot”. Exemple: ovo tvoje delo „treaba asta a ta”, O kakvoj mojoj grešci govoriš? „Despre care greșeală a mea vorbești?”, ceo taj njihov program „tot programul ăsta al lor”.
Locul atributelor
Atributul adjectival stă în general înaintea substantivului determinat (žuti cvet „floare galbenă”), dar poate sta după acesta dacă are complement: od starosti žuta knjiga sau knjiga žuta od starosti „carte galbenă de bătrânețe”. Stă obligatoriu după numele personalităților istorice: Katarina Velika „Ecaterina cea Mare”. Un substantiv poate avea mai multe atribute adjectivale, toate plasate înaintea sa. În acest grup, adjectivul nedefinit îl precede pe cel definit, adjectivul calificativ propriu-zis pe cel relațional, iar adjectivul cu un înțeles mai restrâns pe cel cu un înțeles mai larg: moderan italijanski školski brod „navă-școală italiană modernă”, poznata beogradska operska pevačica „o cunoscută cântăreață de operă din Belgrad”.
Atributul adjectival exprimat prin numeral ordinal stă de obicei înaintea substantivului, ca orice atribut adjectival (peti razred „clasa a cincea”), dar cu numele de monarhi se plasează după acesta: Petar Prvi „Petru I”. Dacă substantivul mai are un atribut adjectival, numeralul stă înaintea acestuia: treći svetski rat „al treilea război mondial”.
Atributul adjectival al numelui predicativ stă după verbul copulativ dacă nu este scos în evidență: Kinezi su čudni ljudi „Chinezii sunt oameni ciudați”. Pentru a fi scos în evidență, se plasează la începutul propoziției: Čudni su ljudi ti Kinezi „Ciudați oameni mai sunt și chinezii ăștia.
Atributul substantival stă după substantivul determinat: čovek proverenog ukusa „un om cu bun gust dovedit”.
Locul cliticelor
Encliticele (pronumele, verbele auxiliare neaccentuate și particula interogativă li) nu pot sta la începutul propoziției.
Verbele auxiliare și pronumele personale complemente neaccentuate pot avea mai multe poziții.
Exemple cu un pronume:
- după grupul subiectului: Ova neostvarena čežnja mu pruža inspiraciju za nove pokušaje „Această aspirație nerealizată îi dă inspirație pentru noi încercări”;
- după primul cuvânt al grupului subiectului: Ova mu neostvarena čežnja pruža inspiraciju za nove pokušaje;
- după predicat: Ova neostvarena čežnja pruža mu inspiraciju za nove pokušaje.

Exemple cu un verb auxiliar:
- după primul complement circumstanțial: Zbog nepažnje je u vašim vozilima često dolazilo do požara „Din cauza neatenției, în vehiculele voastre s-a ajuns deseori la incendiu”;
- după primul cuvânt din grupul celui de-al doilea complement circumstanțial: Zbog nepažnje, u vašim je vozilima često dolazilo do požara;
- după grupul celui de-al doilea complement circumstanțial: Zbog nepažnje, u vašim vozilima je često dolazilo do požara;
- după al treilea complement circumstanțial: Zbog nepažnje, u vašim vozilima često je dolazilo do požara.

În afară de imposibilitatea de a sta la începutul propoziției, locul encliticului mai are și alte limitări:
- Nu poate fi mai departe în propoziție decât imediat după predicat.
- Nu poate urma după o pauză.
- Dacă în propoziție există un pronume relativ sau un cuvânt interogativ, encliticul urmează imediat după acesta. Exemple:

Srušili su spomenik koji je puna dva veka bio simbol ovog grada „Au doborât un monument care fusese timp de două secole simbolul acestui oraș”;
Ko će pod ovim uslovima želeti da putuje? „Cine va dori să călătorească în aceste condiții?”;
Hoću da znam zašto me niko nije obavestio šta se događa „Vreau să știu de ce nu m-a informat nimeni despre ce se întâmplă”.
- Encliticele stau după conjuncțiile care introduc propoziții, în afară de i „și”, a „iar” și ni „nici”: Raspisali smo konkurs, ali se niko nije javio „Am anunțat concurs, dar nu s-a prezentat nimeni”.

Într-o propoziție pot fi și două, trei, sau patru enclitice care stau unul după altul. Când sunt patru, printre ele este în mod obligatoriu particula li, un verb auxiliar și două pronume la cazuri diferite: Ne znam da li sam joj se dopao „Nu știu dacă i-am plăcut”.
Ordinea encliticelor se supune următoarelor reguli:
1. Particula li precede celelalte enclitice: Gde li su moje naočare? „Unde-mi sunt ochelarii?”
2. Encliticele verbe auxiliare, în afară de je, stau înaintea celor pronominale: Da li sam ih ja upoznao? „Am făcut eu oare cunoștință cu ei?”
3. Auxiliarul je și pronumele reflexiv se care îl înlocuiește stau după encliticele pronume: Videla me je „(Ea) m-a văzut”, Predstava im se dopala „Spectacolul le-a plăcut”.
4. Ordinea encliticelor pronume între ele este:

– cel în dativ + cel în genitiv: Ima kolača, daću ti ih malo „Este prăjitură; îți dau un pic”;
– cel în dativ + cel în acuzativ: To su Markove knjige, on ti ih poklanja „Astea sunt cărțile lui Marko; ți le face cadou”;
– cel în genitiv + cel în acuzativ: Ne želim to imanje, davno sam ga se odrekao „Nu doresc averea asta; am renunțat demult la ea”.
Procliticele pot fi pe primul loc în propoziție:
- prepoziție: Na stolu ima knjiga „Pe masă este o carte”[66];
- conjuncție: Da Slavko uzima kruške „Slavko să ia pere”[67];
- particulă: Da nisi bolesna? „Oare nu ești bolnavă?”[68].

#### Propoziții subordonate
Propoziția completivă directă care constituie o întrebare indirectă este introdusă prin cuvântul interogativ cu care începe întrebarea directă corespunzătoare, inclusiv în cazul întrebării totale: Da li ima deterdženta? „Este detergent?” – Pitaću prodavca da li ima deterdženta „O să-l întreb pe vânzător dacă este detergent”.
Înaintea propoziției completive indirecte al cărei verb regent cere complement cu prepoziție, se folosește pronumele demonstrativ to: Nije bilo reči o tome da se fakultet seli u Beograd „Nu a fost vorba ca (lit. „despre aceea ca”) facultatea să se mute la Belgrad”, Pomirila se s tim da neće naći muža „S-a împăcat cu gândul (lit. „…cu aceea…”) că nu-și va găsi soț”.
Pronumele relativ care introduce propoziția atributivă se acordă în gen și număr cu antecedentul său din propoziția sa regentă, dar nu și în caz, care depinde de funcția pe care o are în atributivă. Exemple:
Evo čoveka koji će nam pomoći „Iată-l pe omul care ne va ajuta”;
Evo čoveka o kome smo govorili „Iată-l pe omul despre care am vorbit”.
În legătură cu propoziția circumstanțială de mod este de menționat că:
- Propozițiile introduse prin locuțiunile conjuncționale kao što „așa cum” și kao da „ca și cum” diferă prin caracterul acțiunii exprimate de predicatul lor, dar nu și prin forma verbală a acestuia:

Vrata treba montirati kao što je označeno na crtežu „Ușa trebuie montată așa cum este indicat pe desen” – acțiune reală, predicatul la indicativ vs.
Opominje me da pada kiša, kao da ja to ne znam „Mă avertizează că plouă, ca și cum eu n-aș ști” – acțiune nereală, dar predicatul tot la indicativ.
- Relația proporțională dintre acțiunile din propoziția regentă și cea subordonată se poate exprima prin:

– cuvinte corespunzătoare corelate între ele în cele două propoziții și introducerea subordonatei prin conjuncția što: Što ih više opominješ, deca te sve manje slušaju „Cu cât îi mustri mai mult, cu atât copiii te ascultă mai puțin”;
– što corelat cu to din propoziția regentă: Što je metal topliji, to je mekši „Cu cât e metalul mai cald, cu atât e mai moale”;
– ukoliko corelat cu utoliko: Ukoliko je metal topliji, utoliko je mekši.
Propoziția circumstanțială de scop se construiește în următoarele feluri:
- cu conjuncția da și predicatul la indicativ prezent: Odvezi kola mehaničaru da ih pogleda „Du mașina la mecanic, să se uite la ea”;
- cu conjuncția da și predicatul la condițional: Da bi situacija bila jasnija, poslužićemo se crtežom „Ca situația să fie mai clară, ne vom servi de un desen”;
- cu conjuncția kako și predicatul la condițional: Ostao sam u hotelu kako bih dovršio pismo „Am rămas la hotel ca să termin scrisoarea”;
- predicatul la condițional forma negativă, dar fără sens negativ, și particula li: On zapali šibicu ne bi li malo ogrejao promrzle prste „Aprinde un chibrit cu speranța să-și încălzească puțin degetele înghețate”.

Privitor la propoziția circumstanțială concesivă este de menționat construcția cu conjuncția makar, în care predicatul este la participiul activ: Neću popustiti makar poginuo „De-ar fi să mor, și tot n-am să cedez”, Makar (i) ništa ne našli, dobro je da ispitamo teren „Chiar dacă nu găsim nimic, e bine să cercetăm terenul”.
Propoziția circumstanțială condițională care exprimă o posibilitate prezentă sau viitoare, cu conjuncția ako „dacă”, are o structură asemănătoare cu cea din română: Ako lampica svetli, mašina je ispravna „Dacă luminează indicatorul, mașina e în regulă”. Cu aceeași structură, conjuncția poate fi ukoliko „dacă, în măsura în care”: Ukoliko se lampica ugasi, zovite me „Dacă se stinge indicatorul, chemați-mă”. Altă structură pentru a exprima același tip de condiție este cu particula li: Ugasi li se lampica, zovite me.
Pentru exprimarea unei condiții din prezent sau din viitor de care depinde realizarea unei acțiuni, există construcția analogă cu cea din română cu predicatul din subordonată și cel din regentă la condițional. Conjuncția poate fi kad(a), ako sau ukoliko: Kad / Ako / Ukoliko bi bilo kiše do kraja meseca, usevi bi se mogli spasti „Dacă ar ploua până la sfârșitul lunii, semănăturile ar putea fi salvate”. Dacă condiția este irealizabilă, se folosește conjuncția kad(a) și predicatul la condițional sau conjuncția da și predicatul la indicativ prezent: Kad bih bio / Da sam deset godina mlađi, predložio bih joj brak „Dacă aș fi mai tânăr cu zece ani, aș cere-o în căsătorie”.
Condiția nerealizată în trecut se exprimă cu conjuncția da și predicatul la perfect: Da sam odgovorio i na deseto pitanje, zaradio bih milion dinara „Dacă aș fi răspuns și la a zecea întrebare, aș fi câștigat un milion de dinari”.
În limba sârbă lipsește concordanța timpului predicatului propoziției regente cu cel al predicatului subordonatei, cum există de exemplu în limba franceză. Astfel:
- Dacă predicatul regentei este la trecut, o acțiune simultană cu a acestuia se exprimă în subordonată cu prezentul: Rekla mi je da ima mnogo novca „Mi-a spus că are mulți bani”.
- Dacă predicatul regentei este la trecut, o acțiune anterioară acesteia se exprimă în subordonată mai rar cu mai mult ca perfectul decât cu perfectul compus: Otišla sam po kofer koji sam ostavila u garderobi (cu mai mult ca perfectul … koji sam bila ostavila…) „M-am dus după valiză, pe care o lăsasem la garderobă”; Rekla mi je da je imala mnogo novca „Mi-a spus că avusese mulți bani”.
- Dacă predicatul regentei este la trecut, o acțiune posterioară acesteia se exprimă cu viitorul I: Rekao sam da ćete se posvađati i tako je i bilo „Am spus că vă veți certa și așa a și fost”.

#### Exprimarea acțiunii subordonate cu propoziție vs. cu verb la infinitiv
Acțiunea subordonată lui trebati „a trebui” ca verb impersonal se exprimă la infinitiv dacă cel la care se referă obligația nu este precizat: Treba sačekati „Trebuie să se aștepte / așteptat”. Dacă subiectul este precizat, acesta este al unei propoziții subiective introdusă prin conjuncția da și cu predicatul la indicativ prezent: Treba da sačekamo „Trebuie să așteptăm”.
Când există o acțiune subordonată alteia, ambele având același subiect, limba sârbă preferă exprimarea celei subordonate prin propoziție completivă directă introdusă prin da și cu predicatul la indicativ, față de limba croată și alte limbi slave care preferă în locul acesteia complementul direct exprimat prin verb la infinitiv: Marija želi da piše „Marija dorește să scrie”.

## Lexic
Conform lui Browne și Alt 2004, până la apariția acestei lucrări nu au existat statistici concludente privitoare la compoziția lexicului limbii sârbe. De amintit doar că dintr-un studiu efectuat în 1983 asupra unor scrieri de copii școlari, reiese că printre cele 100 de cuvinte cele mai frecvente din acestea, 97 sunt de origine protoslavă, două cuvinte de origine incertă din limbajul copiilor și unul împrumutat.

### Cuvinte moștenite
În limba sârbă se găsesc cuvinte protoslave din variate domenii: mati „mamă”, kći „fiică”, sin „fiu”, noga „picior”, nos „nas”, nokat „unghie”, vuk „lup”, zec „iepure”, miš „șoarece”, jež „arici”, zima „iarnă”, sneg „zăpadă” etc..
Unele cuvinte moștenite s-au păstrat numai în sârbă și croată: jer „căci”, proleće „primăvară”, raditi „a face, a munci”, kiša „ploaie”, baciti „a arunca”, tražiti „a căuta”. Altele există și în alte limbi slave, dar în sârbă și croată și-au schimbat sensul. Astfel sunt voleti „a iubi” (< „a prefera”), jak „puternic” (< „ce fel de?”), posao „treabă” (< „persoană trimisă”), čuvati „a păstra” (< „a percepe”), vrlo „foarte” (< „în mod virtuos”).

### Formare de cuvinte
În limba sârbă, procedeul cel mai frecvent de formare a cuvintelor este derivarea sufixală, mai puțin frecvente sunt derivarea prefixală și compunerea, iar cea mai puțin frecventă este conversiunea.

#### Derivare
Ca în română, de la un cuvânt bază, prin adăugarea unui sufix sau/și prefix, ori prin suprimarea unui sufix, se formează cuvinte din aceeași familie lexicală ca și cuvântul bază.

##### Derivare sufixală
Prin adăugarea sau schimbarea unui sufix, se formează (sufixele sunt marcate cu caractere aldine):
- substantive:

- de la verbe:

– nume de acțiune: čitati „a citi” > čitanje „citire, citit”, odlaziti „a pleca” > odlazak „plecare”, mrzeti „a urî” > mržnja „ură”, događati se „a se întâmpla” > događaj „întâmplare, eveniment”, ženiti se „a se însura” > ženidba „însurătoare”;
– nume de agent: pisati „a scrie” > pisac „scriitor”, pevati „a cânta” > pevač „cântăreț”, kuvati „a găti” > kuvar „bucătar”;
- de la adjective: star „bătrân, vechi” > starost „bătrânețe, vechime”, hladan „rece” > hladnoća „răceală”, dobar „bun” > dobrota „bunătate”, brz „rapid” > brzina „rapiditate, viteză”;
- de la alte substantive:

– substantive abstracte: prijatelj „prieten” > prijateljstvo „prietenie”;
– nume de agent: zid „zid” > zidar „zidar”, put „drum” > putnik „drumeț, călător”;
– nume de locuitori: Beograd „Belgrad” > Beograđanin „belgrădean”, Danija „Danemarca” > Danac „danez”;
– substantive feminine: lav „leu” > lavica „leoaică”, bog „zeu” > boginja „zeiță”, Srbin „sârb” > Srpkinja „sârboaică” (înlocuire de sufix);
– diminutive: brod „vapor” > brodić „vaporaș”, šuma „pădure” > šumica „pădurice”;
– augmentative: komad „bucată” > komadina „bucată mare”, mačka „pisică” > mačketina „pisică mare”, glava „cap” > glavurda „căpățână”;
- adjective:

- de la substantive: zemlja „pământ” > zemljan (forma nedefinită), zemljani (forma definită) „de pământ”; drvo „lemn” > drven(i) „de lemn”, more „mare” > morski „marin, maritim”, junak „erou” > junački „eroic”, pas „câine” > pasji „de câine”, dete „copil” > detetov „al/a/ai/ale copilului”;
- de la verbe: govoriti „a vorbi” > govorljiv „vorbăreț”, pisati „a scrie” > pisaći (sto) „(masă de) birou” (literal „masă pentru scris”), odgovarati „a corespunde” > odgovarajući „corespunzător”;
- de la adverbe: danas „astăzi” > današnji „de astăzi”;

- verbe:

- de la substantive: cvet „floare” > cvetati „a înflori”, boja „culoare” > bojiti „a colora”, rat „război” > ratovati se „a se război”;
- de la alte verbe sârbești: gurati „a împinge” > gurkati „a împinge puțin”, kašljati „a tuși” > kašljucati „a tuși slab din când în când” piti „a bea” > pijuckati „a bea puțin, din când în când”, pisati „a scrie” > piskarati „a compune scrieri fără valoare”;
- de la verbe străine: fotografisati „a fotografia”, programirati „a programa”.

Exemplu de familie lexicală formată prin sufixare de la substantivul noć „noapte”, inclusiv un cuvânt format de la un cuvânt deja sufixat:
- noćište „loc de înnoptat”
- noćenje „înnoptare (într-un loc)”
- noćni, -na, -no „de noapte, nocturn”
- noćiti „a înnopta”
- noću „noaptea, în timpul nopții” (adverb)
- noćas „astă-noapte”:

- > noćašnji „de astă noapte”

##### Derivare regresivă
Este caracteristică pentru limba sârbă formarea de substantive de la verbe prin derivare regresivă, adică suprimarea sufixului de infinitiv. Exemple: odmoriti se „a se odihni” > odmor „odihnă”, plakati „a plânge” > plač „plâns, plânset”, prepisati „a transcrie, a copia” > prepis „copie”, rasti „a crește” > rast „creștere”.

##### Derivare prefixală
În cazul verbului, prefixarea poate fi un procedeu:
- numai gramatical, atunci când schimbă doar aspectul unui verb, fără să-i schimbe sensul lexical;
- parțial gramatical și parțial lexical (vezi mai sus Aspectele verbelor);
- numai lexical.

La alte părți de vorbire, prefixarea este numai lexicală, inclusiv în sensul că nu face din cuvânt altă parte de vorbire.
Majoritatea prefixelor sunt prepoziții la origine și pot avea variante fonetice determinate de sunetul cu care începe cuvântul prefixat. Prin adăugarea unui prefix, se pot obține:
- substantive: vlasnik „proprietar” > suvlasnik „coproprietar”, naslov „titlu” > podnaslov „subtitlu”, biskup „episcop” > nadbiskup „arhiepiscop”, znanje „știință” (faptul de a ști) > neznanje „neștiință”, straža „gardă” > predstraža „avangardă”, napad „atac” > protivnapad „contraatac”;
- adjective:

- diminutive: gluv „surd” > nagluv „puțin surd”, velik „mare” > povelik „destul de mare”, glup „prost” > priglup „cam prost”, ćelav „chel” > proćelav „parțial chel”;
- augmentative: velik „mare” > prevelik „prea mare”;
- negative: zdrav „sănătos” > nezdrav „nesănătos”;
- altele: poslednji „ultim” > pretposlednji „penultim” (prefixul pred- cu desonorizarea lui [d] de către [p]);

- pronume: ko „cine” > neko „cineva”, niko „nimeni” (vezi mai multe exemple în secțiunea Pronume și adjective nehotărâte);
- verbe: baciti „a arunca” > izbaciti „a arunca afară”, vezati „a lega” > odvezati „a dezlega”, kriti „a ascunde” > pokriti „a acoperi”, živeti „a trăi” > preživeti „a supraviețui”, osetiti „a simți” > predosetiti „a presimți”, pasti „a cădea” > upasti „a cădea în (interiorul a ceva)”;
- adverbe: malo „puțin” > pomalo „puțintel”, retko „rar, rareori” > neretko „nu rar, nu rareori”, mnogo „mult” > premnogo „prea mult”.

##### Derivare parasintetică
Prin derivare parasintetică se formează cuvinte adăugându-se unui cuvânt bază un sufix și un prefix în același timp. Exemple:
- substantiv de la substantiv: do- „până la” + koleno „genunchi” + -ica > dokolenica „ciorap până la genunchi”;
- adjectiv de la substantiv: bez- „fără” + kraj „sfârșit” + -an > beskrajan „nesfârșit”;
- verb de la substantiv: u- „în” + običaj „obicei” + -iti > uobičajiti se „a intra în uz, a deveni uzual”;
- verb de la adjectiv: o- + zdrav „sănătos” + -iti > ozdraviti „a (se) însănătoși”.

#### Compunere
În limba sârbă, compunerea este mai productivă decât în română.
Cel mai adesea, între elementele componente există o vocală de legătură, mai frecvent -o- (riba „pește” + lov „vânătoare” > ribolov „pescuit”), mai rar -e-: oči „ochi” (plural) + vidan „vizibil” > očevidan „evident”. Alteori, elementele se îmbină nemijlocit, primul element terminându-se cu o vocală (sto „sută” + noga „picior” > stonoga „miriapod”), mai rar cu o consoană: jedan „un” + put „drum” > jedanput „o dată”.
Elementele componente pot fi mai mult sau mai puțin sudate. Cuvintele compuse cu elementele mai puternic sudate au un singur accent și se scriu într-un singur cuvânt, de exemplu kućèvlasnik „proprietar de casă”. La cele cu elementele mai puțin sudate, acestea își păstrează fiecare accentul și se scriu cu cratimă, de exemplu spȍmēn-plȍča „placă comemorativă”, kulturno-umetnički „cultural-artistic”.
Cuvintele pot fi compuse din:
- adjectiv + adjectiv: gluv „surd” + nem „mut” > gluvonem „surdo-mut”;
- adverb + adjectiv: tako „așa” + zvani „numit” > takozvani „așa-numit”;
- adverb + adverb: manje „mai puțin” + više „mai mult” > manje-više „mai mult sau mai puțin”;
- adverb + verb: zlo „rău” + upotrebiti „a folosi” > zloupotrebiti „a abuza de”;
- numeral + numeral: dva „doi” + deset „zece” > dvadeset „douăzeci”;
- numeral + substantiv: dva „doi” + broj „număr” > dvobroj „număr dublu” (de revistă);
- prepoziție + adverb: za „pentru” + malo „puțin” > zamalo „aproape, cât pe ce”;
- prepoziție + prepoziție: iz „din” + među „între” > između „dintre”;
- prepoziție + substantiv: u „în” + mesto „loc” > umesto „în locul” (prepoziție);
- substantiv + adjectiv: krv „sânge” + žedan „însetat” > krvožedan „însetat de sânge”;
- substantiv + substantiv: grad „oraș” + načelnik „șef” > gradonačelnik „primar” (al unui oraș);
- substantiv + verb: dan „zi” + gubiti „a pierde” > dangubiti „a pierde vremea, a lenevi”;
- verb + substantiv: paliti „a aprinde” + kuća „casă” > palikuća „incendiator”.

#### Compunere combinată cu sufixare
Prin acest procedeu se formează cuvinte compuse și derivate cu sufix în același timp, adică fără sufix, cuvintele lor bază nu formează un cuvânt compus. Cuvintele bază pot fi:
- un substantiv și o rădăcină verbală: krvopija (< krv „sânge” + piti „a bea” + -a) „vampir”;
- un adjectiv și un substantiv: malograđanin (< mali „mic” + grad „oraș” + -anin) „mic-burghez, provincial”;
- un pronume și un substantiv: ovozemaljski (< ova „aceasta” + zemlja „pământ” + -ski) „de pe lumea aceasta”;
- un numeral și un substantiv: jednosmeran [< jedan „un” + smer „sens (de deplasare)” + -an] „cu sens unic”;
- un adverb și un substantiv: malokrvan (< malo „puțin” + krv „sânge” + -an) „anemic”;
- un adverb și o rădăcină verbală: krivokletnik (< krivo „strâmb” + kleti se „a jura” + -nik) „om care jură strâmb”.

Acestui mod de formare îi aparțin și cuvinte compuse + sufix zero, adică cuvântul a suferit o derivare regresivă. Exemple:
- substantiv + rădăcină verbală: kiša „ploaie” + braniti „a apăra” > kišobran „umbrelă”;
- adjectiv + rădăcină substantivală: sed „cenușiu” + kosa „păr” > sedokos „cu păr cărunt”;
- adverb + rădăcină verbală: pravo „corect” + pisati „a scrie” > pravopis „ortografie”.

#### Conversiune
Prin conversiune se obțin, de exemplu, substantive din adjective, majoritatea lor declinându-se tot ca adjectivele.
Substantivele comune care provin din adjective și denumesc persoane, își păstrează formele de masculin și feminin, de exemplu dragi, -a „iubitul, iubita”, dar numele de familie de aceeași proveniență nu se acordă la feminin. Astfel sunt Crnjanski, Rački, Markov etc.
Cele care denumesc noțiuni abstracte își păstează forma de neutru: dobro „binele”, zlo „răul”.
Cele care provin din atribute adjectivale ale unor substantive păstrează genul acelor substantive, de exemplu prava (feminin) „dreaptă” (linie). Aici se includ multe nume de țări: Engleska „Anglia”, Nemačka „Germania” etc., pentru că provin din grupuri de cuvinte cu substantivul feminin zemlja „țară”.
Majoritatea verbelor la forma de participiu pasiv se pot folosi și ca adjective, de exemplu în grupurile otvoren prozor „fereastră deschisă”, prodata roba „marfă vândută”, kuvano meso „carne gătită”. Forma de participiu activ poate servi mai rar ca adjectiv, de regulă când se exprimă o stare sau o însușire vizibil schimbată: odrasla žena „femeie adultă”, zaspalo dete „copil adormit”.
Adverbe devin foarte frecvent adjectivele calificative propriu-zise, inclusiv provenite din participii pasive, precum și unele adjective terminate cu -ski (vezi mai sus Adverbul).
Prepoziții devin unele adverbe și substantive (vezi mai sus Prepoziția).

### Împrumuturi
Ca orice limbă, și sârba și-a îmbogățit lexicul prin împrumuturi din mai multe limbi. Față de limba croată, al cărei standard are tendința de a-și îmbogăți lexicul prin formarea de cuvinte și calc, sârba este mai deschisă față de împrumuturi.
Cele mai vechi împrumuturi ale limbii sârbe provin din limba greacă medievală, datorită contactelor cu Imperiul Bizantin, și din limba slavă veche folosită în procesul de creștinare a sârbilor. Unele cuvinte din prima limbă au intrat prin intermediul celei de-a doua. Direct din greacă provin, de exemplu, livada „pajiște” și miris „miros”. Din slava bisericească provin cuvintele slave pričati „a povesti” și vazduh „aer”, precum și cuvintele grecești idol și iguman „egumen”.
Cuvinte din limbi romanice au început să intre în limba sârbă începând cu Evul Mediu, de exemplu din limba venetă siguran „sigur”. Cele mai multe sunt relativ recente, fiind internaționale: literatura, interesantan, etimologija, poezija, telegram, geografija etc. Sunt și câteva cuvinte din română (bešika „beșică, vezică”, guša „gușă” etc.).
Influența limbii turce a început în secolul al XIV-lea, odată cu cucerirea otomană. Din aceasta au rămas multe cuvinte, ca baš „chiar”, sokak „alee”, ćorsokak „fundătură”, badava „pe gratis”, jorgovan „liliac” (planta), kajsija „caisă”, și de asemenea sufixe lexicale: -luk (komšiluk „vecinătate”), -džija (kamiondžija „șofer de camion”), -ana (elektrana „centrală electrică’).
Alte limbi sursă relativ vechi sunt germana (cuvinte precum kuhinja „bucătărie”, škoda „pagubă”, šnicla „șnițel”) și maghiara (de exemplu cuvântul varoš „oraș”). Mai sunt împrumuturi și din rusă (ex. zapeta „virgulă”) și franceză (ex. ruž „ruj”).
Cea mai recentă și în prezent principala sursă de împrumuturi este limba engleză, unele fiind cuvinte internaționale, precum prohibicija și infrastruktura, altele păstrând forma sonoră engleză, de exemplu pejsmejker „pace-maker”, trening „antrenament”, mjuzikl „comedie muzicală”, softver.

#### Integrarea împrumuturilor
Aproape toate substantivele împrumutate sunt incluse în clasele de declinare sârbe. Cele terminate în limba de origine în -i, -u sau orice vocală lungă includ această vocală în rădăcină: tabu – tabua „al/a/ai/ale tabuului”, bife – bifea „al/a/ai/ale bufetului”. Cele în -i primesc un -j- de legătură: hobi – hobija „al/a/ai/ale hobiului”.
Cuvintele turcești terminate în -i, -ü, -ı sau -u se termină în sârbă în -ija, fie masculine sau feminine, și intră în declinarea a II-a: zanatlija (masculin) „meseriaș”, ćuprija (feminin) „pod (peste o apă)”.
La cuvintele de origine latină în -tio în această limbă, această terminație devine -cija, fie că sursa directă este sau nu o altă limbă : ambicija, degradacija.
Numai substantivele care denumesc persoane de sex feminin terminate în alt sunet decât -a sunt invariabile, de exemplu Dolores, ledi.
Adjectivele împrumutate primesc de regulă terminații sârbe și se declină conform acestora, exprimând de asemenea gradele de comparație după regulile limbii sârbe: abdominalni, atomski, nostalgičan, nostalgičniji „mai nostalgic”, najnostalgičniji „cel mai nostalgic”. Excepții de adjective străine invariabile sunt, de exemplu, în bež haljina „rochie bej” și Njihova igra je fer „Jocul lor este fair”. Cele care au grade de comparație le exprimă cu adverbul više „mai mult”: više fer „mai fair”, najviše fer „cel mai fair”.
Verbele străine se acomodează la limba sârbă cu sufixele -ira-, -ova- sau -isa- înaintea celui de infinitiv -ti: erodirati „a eroda”, paralizovati „a paraliza”, eliminisati „a elimina”. Aproape toate aceste verbe au aceeași formă la diferitele aspecte, dar sunt și unele care formează prin derivare perechi imperfectiv–perfectiv: provocirati – isprovocirati „a provoca”, komentirati – prokomentirati „a comenta”. Sunt și verbe cu -ati, unele perfective (startati „a lua startul”), altele imperfective (bildati „a face body-building”), și cu -nuti, perfective: blefnuti „a blufa”.